# クリーブランド (オハイオ州)
クリーブランド（Cleveland）は、アメリカ合衆国オハイオ州北東部に位置する都市。エリー湖の南岸、ペンシルベニア州との州境から西へ約100km、州都コロンバスから北東へ約220kmに位置する。人口は372,624人（2020年国勢調査）で、オハイオ州内ではコロンバスに次ぐ第2の都市である。クリーブランドを中心とするクリーブランド都市圏は人口2,088,251人、また、クリーブランドの南約60kmに位置し、タイヤの町として知られるアクロンや、その南にあり、プロフットボール殿堂で知られるカントンなどを含む広域都市圏は人口3,633,962人（ともに2020年国勢調査）を数える。

## 概要
市は1796年、カヤホガ川がエリー湖に流れ込む河口の近くに創設され、いくつもの運河や鉄道の起点となる立地から工業都市として発展した。かつてはオハイオ州最大、全米でも上位10位以内に入る大都市であったが、1960年代以降、それまで市の経済を支えていた重工業は衰退し、市の地位も低下していった。工業の衰退に伴って、金融、保険、ヘルスケア産業などサービス業を主体とする経済に移行していった。また変わったところでは、クリーブランドはロックンロールの歴史においても重要な位置を占めている。1951年、クリーブランドのDJ、アラン・フリードはリズム・アンド・ブルースをロックンロールと呼び、若者にロックンロールを流行させた。エリー湖の湖畔にはロックの殿堂が建っている。
2010年の『フォーブス』紙の調査では、クリーブランドは、米国で最も惨めな都市に挙げられている。しかし、こうした評価はここ数年のもので、2005年の『エコノミスト』紙の調査では、クリーブランドはピッツバーグと並んで、全米で最も住みやすい都市の1つに挙げられている。また同年の別の号では、同誌はクリーブランドをアメリカ合衆国本土48州で最もビジネスミーティングに適した都市として挙げた。しかし、一部の地区における貧困層の集中や教育改善のための資金不足など、クリーブランドはなおも大きな問題に直面している。また、治安も大きな問題と化しており、2007年度の「全米危険な街ランキング」では第7位に挙げられるなど、数年で評価が一変している。2013年には10年近く誘拐監禁されていた女性3人が発見されるクリーブランド監禁事件が起こっている。
クリーブランドの住民は「クリーブランダー」とよく呼ばれる。初期においては、クリーブランドはThe Forest City（森の街）と呼ばれた。20世紀初頭に隆盛を迎えようとしていたとき、市はSixth City（第6の街）と呼ばれた。一方、市が衰退の一途をたどっていた1960年代から1970年代にかけては、Mistake on the Lake（湖岸の過ち）と呼ばれた。近年つけられた市の別名には、Metropolis of the Western Reserve（西部保留地のメトロポリス）、The New American City（新しいアメリカの街）、America's North Coast（アメリカの北海岸）、C-Town などがある。

## 歴史
クリーブランドは1796年6月22日、現在のオハイオ州北部にあたるコネチカット州の西部保留地の首都として建設された。クリーブランドという地名はコネチカット西部保留地の設置者であるコネチカット土地会社を率いていたモーゼス・クリーブランド将軍（Moses Cleaveland）からつけられた。それゆえ、当時の地名はCleavelandという綴りであった。モーゼス・クリーブランドはパブリック・スクエアを中心とした近代的なダウンタウンの開発計画を見渡すとコネチカットに帰り、その後オハイオに戻ることはなかった。

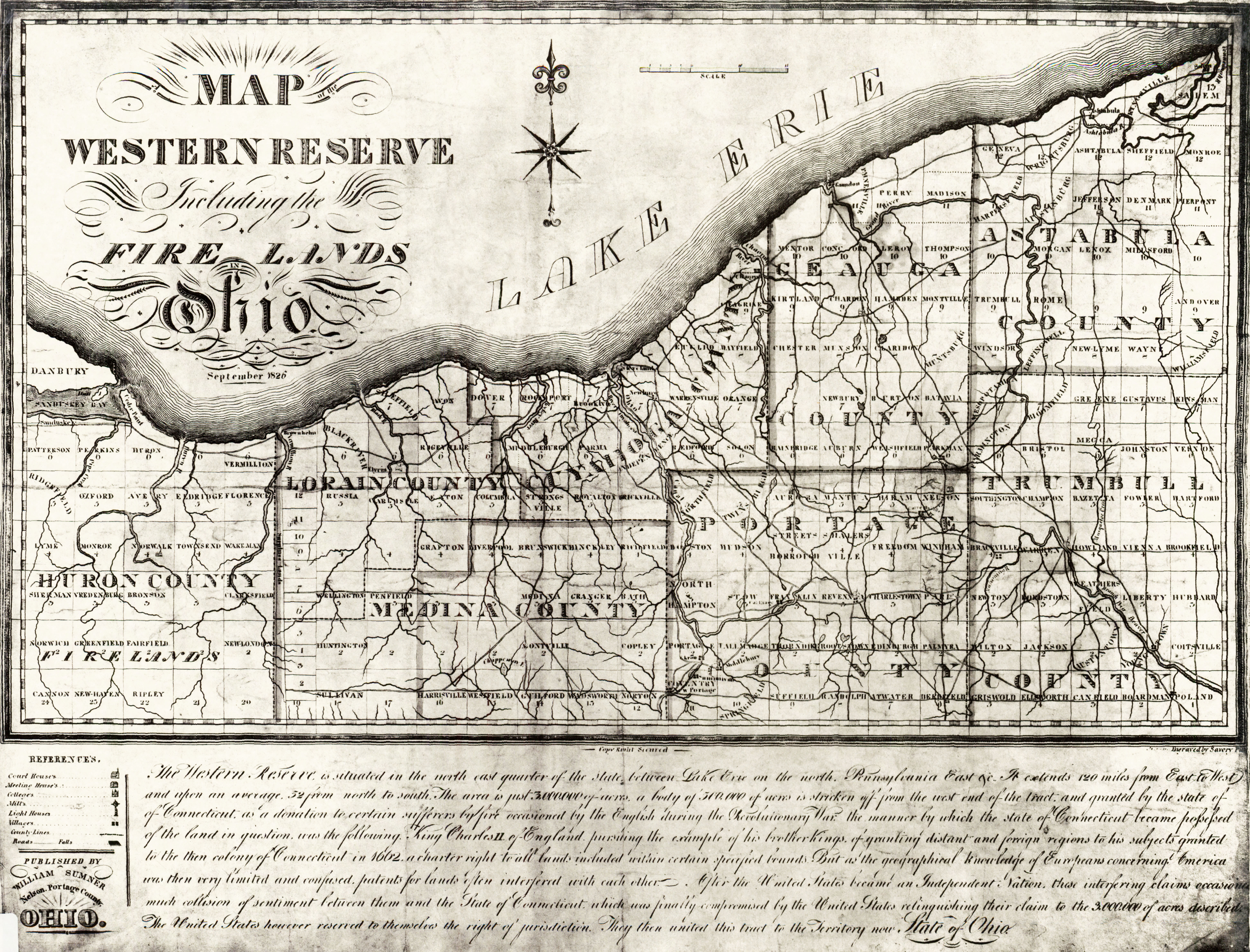
西部保留地の地図。クリーブランドは地図のちょうど中央付近に描かれている。1826年。

クリーブランドに最初に入植したのはロレンゾ・カーターであった。カーターはカヤホガ川のほとりに小屋を建てた。クリーブランドは1814年12月23日に正式な村になった。1831年、新聞の見出しにCleavelandが1文字だけ入りきらないため、aが抜かれ、地名の綴りが現在のClevelandに変えられた。
近隣が湿地性の低地で、冬の寒さが厳しいにもかかわらず、湖岸に位置するクリーブランド一帯は将来有望な土地であった。1832年にオハイオ・エリー運河が完成すると、クリーブランド一帯は急成長を遂げていくようになった。この運河はエリー湖とオハイオ川を結び、エリー湖・オンタリオ湖・セントローレンス川を通ると大西洋へ、またオハイオ川・ミシシッピ川を通るとメキシコ湾へと、クリーブランドから両方の海への出口へとつなぐものであった。鉄道が開通すると、クリーブランドの成長はさらに進んだ。クリーブランドは1836年に市に昇格した。
1836年、カヤホガ川に橋が架けられ、それまで川の東岸だけが発展していた市が西岸のオハイオシティ方面にも広がっていった。1854年、それまで1つの独立した市であったオハイオシティはクリーブランドに合併された。クリーブランドは船で五大湖上を運ばれてきたミネソタ産の鉄鉱石と鉄道で運ばれてきたアパラチア産の石炭の両方が積み下ろされる地であった。そうした立地条件からクリーブランドでは鉄鋼産業や自動車産業が発達し、工業の中心地として発展していった。また、スタンダード・オイルの創設者ジョン・ロックフェラーは、このクリーブランドで成功し、富を築き上げた。

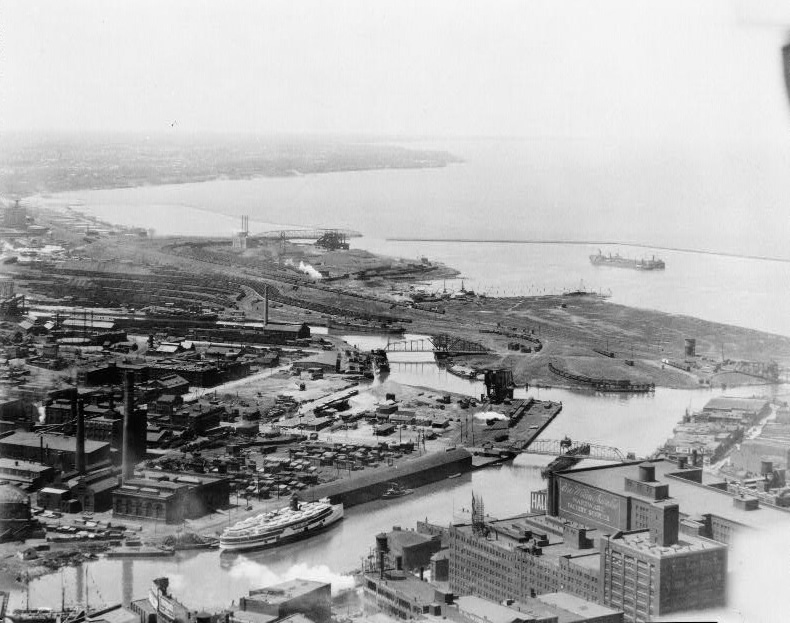
カヤホガ川河口、1920年。この頃には既に川の両岸に工場が建ち並び、工業地を形成していた。

1920年にはクリーブランドは796,841人の人口を抱え、ニューヨーク（5,620,048人）、シカゴ（2,701,705人）、フィラデルフィア（1,823,779人）、デトロイト（993,678人）に次ぐ全米第5の都市になった。この頃、市は全国的に起こっていた革新運動の中心地で、地元では市長トム・L・ジョンソンを筆頭として運動が起こっていた。第20代大統領ジェームズ・ガーフィールドをはじめ、この頃のクリーブランドの多くの著名人は市の東に位置する、歴史的なレイクビュー墓地に埋葬されている。1936年と翌1937年の夏には、クリーブランド市制施行100年を記念して、エリー湖畔でグレート・レイクス博覧会が開催された。世界恐慌で大打撃を受けた市をよみがえらせると思われたこの博覧会は1936年の第1シーズンには400万人を、1937年の第2シーズンには700万人を動員した。会場跡地には、現在ではグレート・レイクス科学センター（1996年開館）やロックの殿堂（1995年開館）などが建ち、バーク・レイクフロント空港にも利用されている。
第二次世界大戦の終戦直後、クリーブランドはしばしの間ブームになった。スポーツにおいては、クリーブランド・インディアンスが1948年のワールドシリーズで28年ぶり2度目のワールドチャンピオンに輝いた。1950年代には、クリーブランド・ブラウンズが黄金時代を謳歌していた。実業界においては、クリーブランドは「全米で最も良い地」とされた。1949年には、クリーブランドは同年に始まったオール・アメリカ・シティ賞の第1回受賞都市に選ばれた。1950年には市の人口は914,808人でピークに達し、全米でも第7の規模であった。

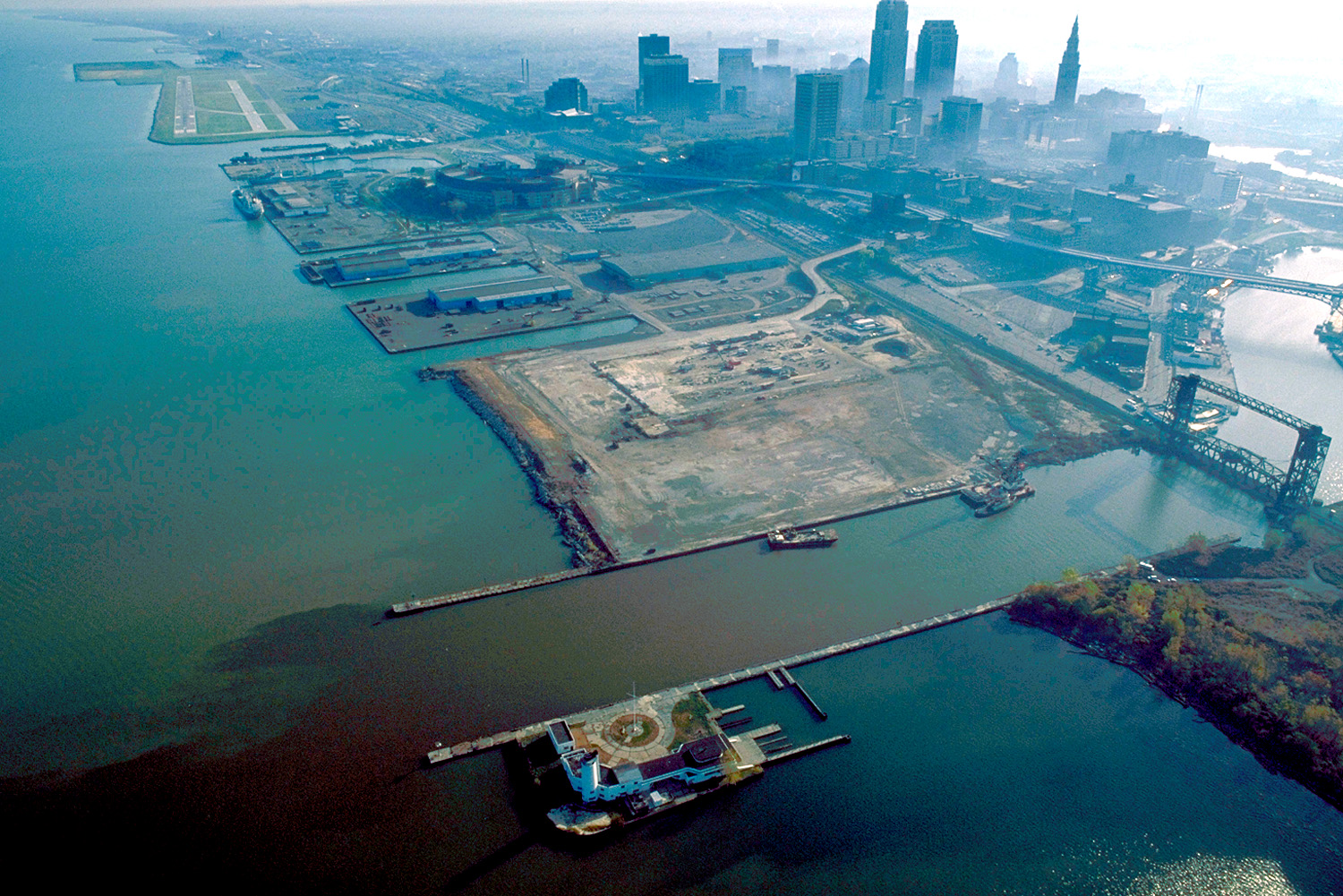
1980年代、クリーブランドでは荒廃したダウンタウンの立て直しが始まった。写真は1992年。

しかし、1960年代に入ると市は凋落に転じた。市の経済を支えていた重工業は衰退し始め、住民は郊外へと移り住んでいった。全米の多くの主要都市で見られたホワイト・フライトやスプロール現象、人種間の緊張といった現象はクリーブランドでも例外ではなかった。1966年7月にはヒュー地区で暴動が起こり、1968年7月にはグレンビル地区で銃撃戦が起こった。これらの地区はいずれも市の東側に位置し、アフリカ系の住民が多い地域であった。1969年には、カヤホガ川の水面に浮いていた産業廃棄物に引火したことが原因で火事が起こった。財政も逼迫し、デニス・クシニッチが市政を執っていた1978年12月には、全米の主要都市では世界恐慌以来初の債務不履行に陥った。こうした公害や財政の悪化、地元スポーツチームの不振を引き合いに出し、メディアはクリーブランドをThe Mistake on the Lake（湖岸の過ち）と呼ぶようになった。
それ以来、市はその汚名を雪ぐために手を尽くしてきた。近年では官民協働、ダウンタウンの再建、都市再生がメディアにも評価されつつある。ジョージ・ヴォイノヴィッチ、マイケル・ホワイト両市長の下、都市圏の再生が進められ、とりわけダウンタウンの再生は目覚しいものであった。1994年、ダウンタウンにはジェイコブス・フィールドとガンド・アリーナからなるゲートウェイ・コンプレックスが完成した。その財源にはカヤホガ郡の酒税とタバコ税が充てられた。かつては港湾施設で占められていたノース・コースト・ハーバー地区にはロックの殿堂やクリーブランド・ブラウンズ・スタジアム、グレート・レイクス科学センターといった娯楽施設や文化施設が建った。メディアはクリーブランドをComeback City（復活の街）と称えるようになった。しかしその一方で、ダウンタウン近隣の住宅街、インナーシティの治安は依然として軒並み悪く、また市内の公立学校システムは重大な問題を抱えたままである。市では、経済成長、若いプロフェッショナル層の確保、ウォーターフロント地区の有効活用による収益向上の3つを優先度の高い事項として挙げている。

## 地理

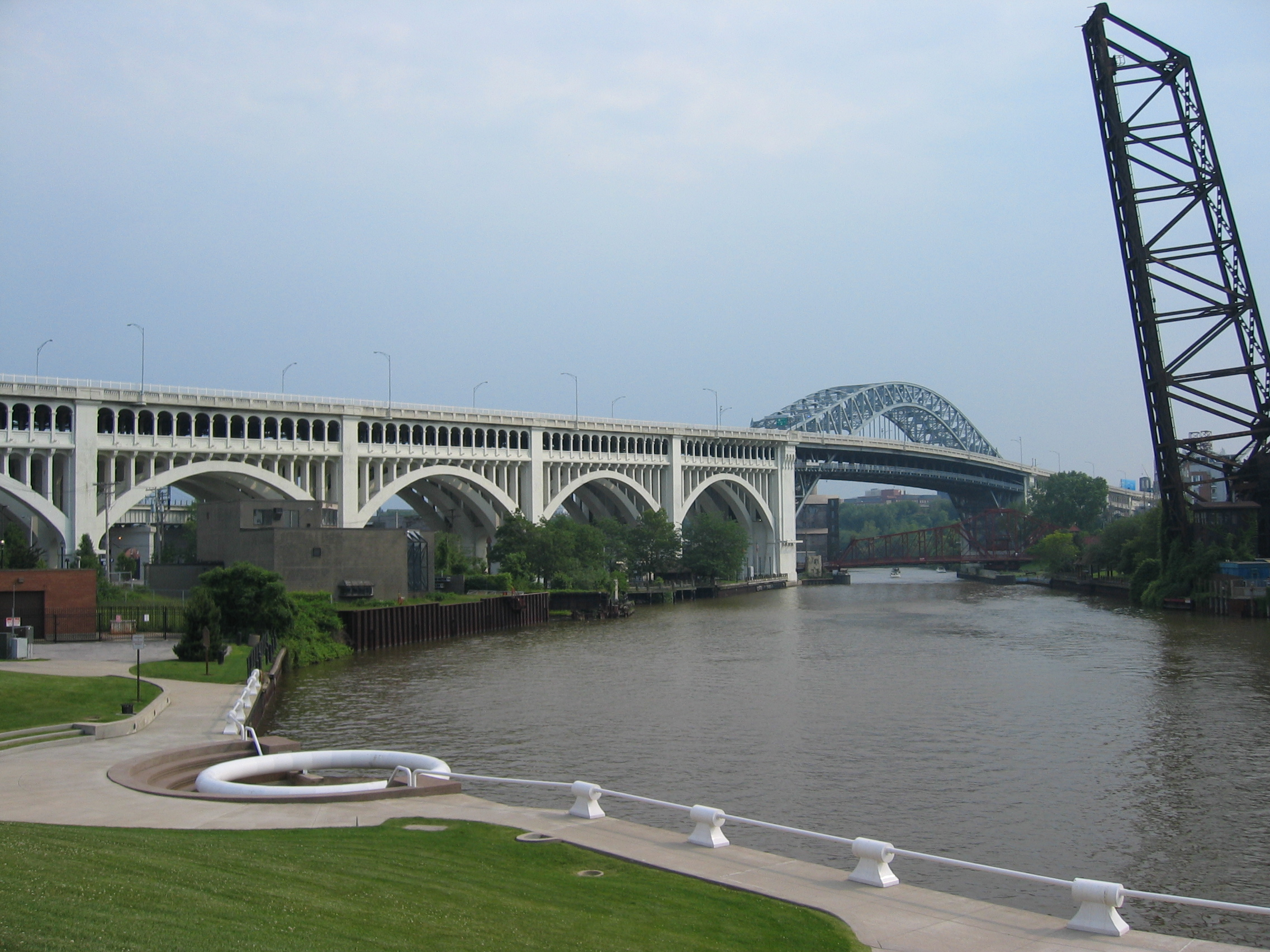
カヤホガ川に架かるデトロイト・スペリオル橋。その下には別の橋が架かっている。

クリーブランドは北緯41度28分56秒 西経81度40分11秒 / 北緯41.48222度 西経81.66972度に位置している。アメリカ合衆国統計局によると、クリーブランド市は総面積213.5km²（82.4mi²）である。このうち201.0km²（77.6mi²）が陸地で12.5km²（4.8mi²）が水域である。総面積の5.87%が水域となっている。エリー湖の湖岸線はカヤホガ川の河口を境に西へはサンダスキーに至るまでほぼ東西に延びている。一方、カヤホガ川河口の東側では北東-南西方向に延びている。クリーブランドの市域はこのエリー湖の湖岸線に沿って南西-北東方向に広がっているほか、南東方向にも広がっている。
エリー湖岸の標高は173mであるが、クリーブランドの市街地は不規則に形成された段丘の上に広がっている。段丘はカヤホガ川やビッグ川、ユークリッド川に分断されている。そのため湖から少し離れただけでも標高がかなり上がる。湖岸からわずか3kmほどに位置するダウンタウンのパブリック・スクエアは標高198mである。湖岸から8km離れたクリーブランド・ホプキンス国際空港は標高241mである。こうした地形のため、ダウンタウンの中心部からエリー湖岸やフラットなどカヤホガ河岸へ向かう道には急な坂が数多く見られる。また段丘の上を結ぶ橋と下を結ぶ橋が二重に架かっているところもある。カヤホガ川に架かるデトロイト・スペリオル橋は段丘の上のほうを結んでいるが、その下には別の、河岸に近いところを結んでいる橋が架かっている。

### 気候
クリーブランドの気候は温暖で湿気の多い夏と寒い冬に特徴付けられる。またカナダからの寒気がエリー湖で湿気を増すため、クリーブランドの冬の降雪量は多く、ブリザードも吹く。雪は11月中旬から降り始め、エリー湖が氷結する1月下旬から2月上旬まで降り続く。降雪量は市内各所で大きく異なる。スノーベルトにかかる市の東部ではひと冬の降雪量が100インチ（254cm）を超えることも珍しくないが、市の南西にあり、スノーベルトからは外れるホプキンス国際空港では、降雪量100インチに達したことは1968年以降3度しかない。
クリーブランドにおける観測史上最高気温は1988年6月25日に記録された摂氏40度、最低気温は1994年1月19日に記録された氷点下29度である。平年では、最も暖かい7月の平均気温は摂氏23度、最も寒い1月の平均気温は氷点下2度である。年間降水量は約990mm、年間降雪量は約170cmである。ケッペンの気候区分では、クリーブランドは計算上は温暖湿潤気候（Cfa）に合致するが、エリー湖の南岸をはじめ、五大湖周辺に広く分布する冷帯湿潤気候（Dfa）に含められている。
|               | 1月  | 2月  | 3月  | 4月  | 5月  | 6月  | 7月  | 8月  | 9月  | 10月 | 11月 | 12月 | 年    |
| ------------- | ---- | ---- | ---- | ---- | ---- | ---- | ---- | ---- | ---- | ---- | ---- | ---- | ----- |
| 平均気温（℃） | -2.2 | -0.8 | 3.6  | 9.9  | 15.4 | 20.7 | 23.0 | 22.2 | 18.3 | 12.1 | 6.6  | 0.2  | 10.8  |
| 降水量（mm）  | 68.6 | 58.4 | 73.7 | 88.9 | 94.0 | 86.4 | 88.9 | 88.9 | 96.5 | 78.7 | 91.4 | 78.7 | 993.1 |
| 降雪量（cm）  | 47.5 | 37.8 | 32.0 | 8.4  | -    | -    | -    | -    | -    | 0.5  | 10.9 | 35.8 | 172.9 |

## 都市概観

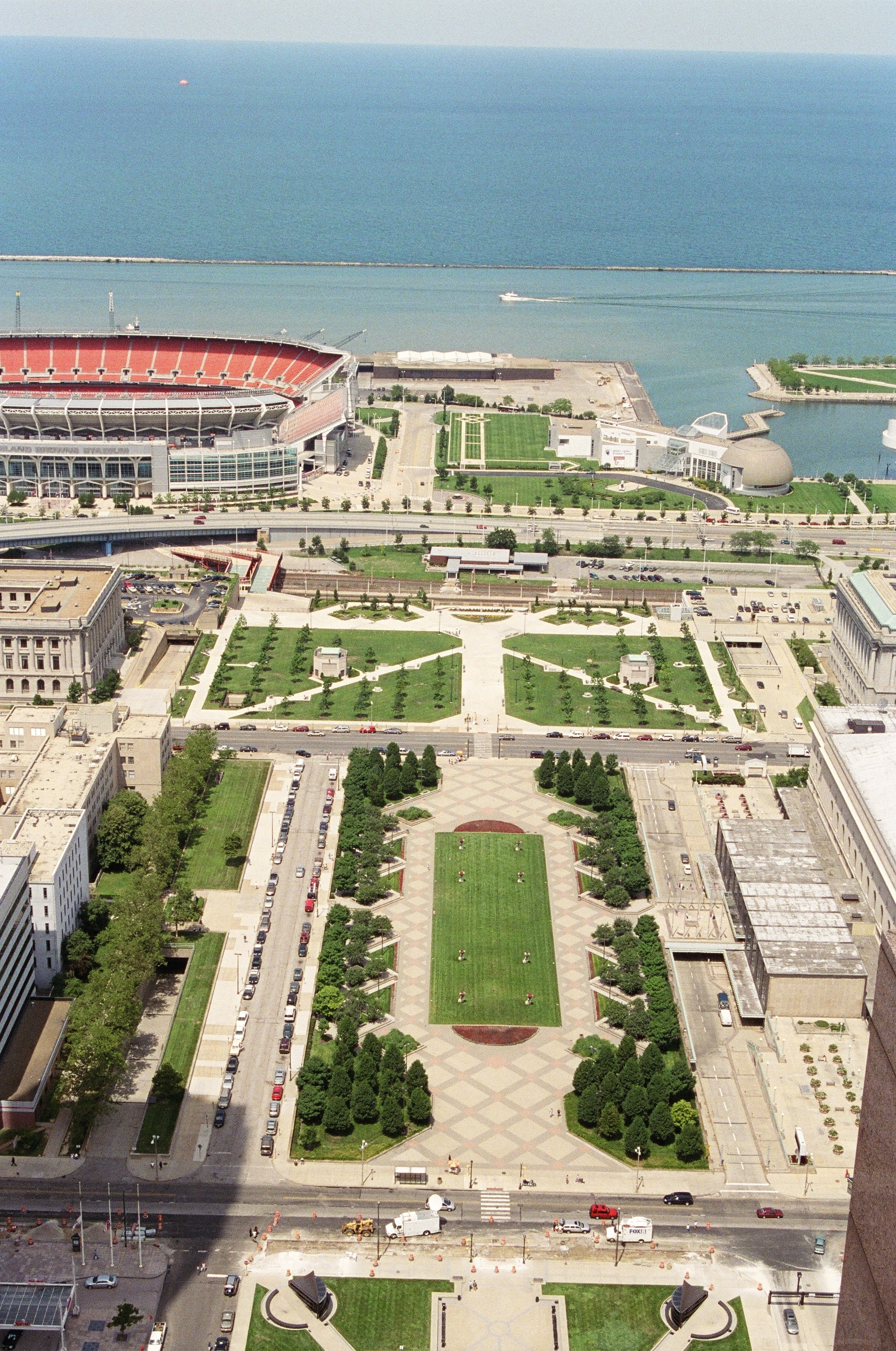
クリーブランドのモール

クリーブランドのダウンタウンに建つ建物の建築様式は様々である。市庁舎やカヤホガ郡地方裁判所、クリーブランド市立図書館、クリーブランド市営講堂など、クリーブランド市政府や公共の建物の多くは20世紀初頭に建てられた新古典主義建築で、ちょうどワシントンD.C.のように、中心部からエリー湖に向かって延びるモールと呼ばれる緑地の周囲に建ち並んでいる。都市美運動の影響を受け、1903年に立案されたグループ・プランの結果できあがった、クリーブランドのモールは全米でも最も完成度の高い都市美観設計の一例となった。モールは1975年に国家歴史登録財に指定された。
クリーブランドのシンボルであるターミナル・タワーは、1930年に完成したボザール様式の超高層ビルである。52階建て、高さ216mのこのビルは1967年まではニューヨーク以外では最も高く、また1991年まではクリーブランドで最も高いビルであった。その名が示す通り、ターミナル・タワーは当時鉄道のターミナルであったユニオン駅の真上に建てられたビルであった。現在では駅としての機能はRTAのターミナルとしてのみに限られている。このターミナル・タワーと周囲のホテルやショッピングモールをあわせてタワー・シティ・センターという複合施設になっている。ターミナル・タワーよりも後に立てられた超高層ビルとしては、1991年に完成し、全米16位、オハイオ州では最も高い建物であるキー・タワー（57階建て、289m）や、ダウンタウンの立て直しが始まった頃、1981年に完成したBPビル（45階建て、201m）がある。これらの超高層ビルはポストモダン建築をベースにし、アール・デコの要素を取り入れている。1890年に建てられたビクトリア様式のクリーブランド・アーケードは、オールド・アーケードとも呼ばれる、ダウンタウンに残る歴史的建築物のひとつである。クリーブランド・アーケードは2001年に改装され、ハイアット・リージェンシー・ホテルとして再生した。

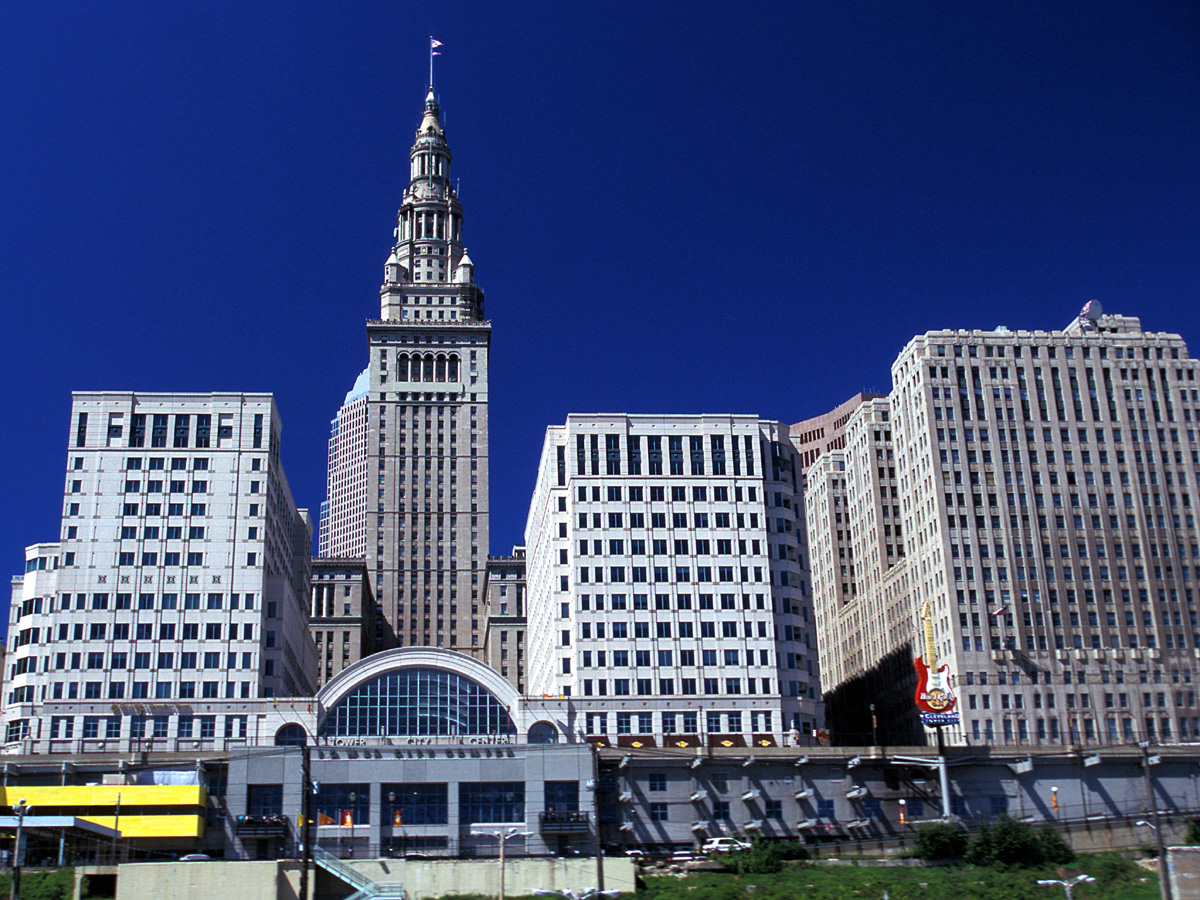
タワー・シティ・センター。中央左寄りの超高層ビルがターミナル・タワー。
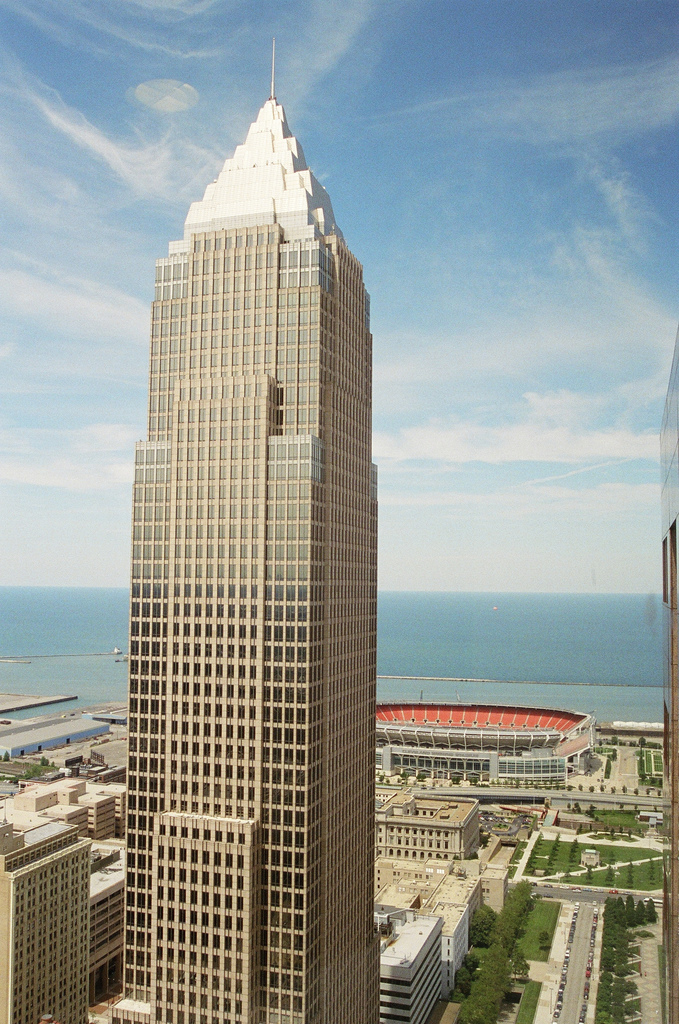
キー・タワー
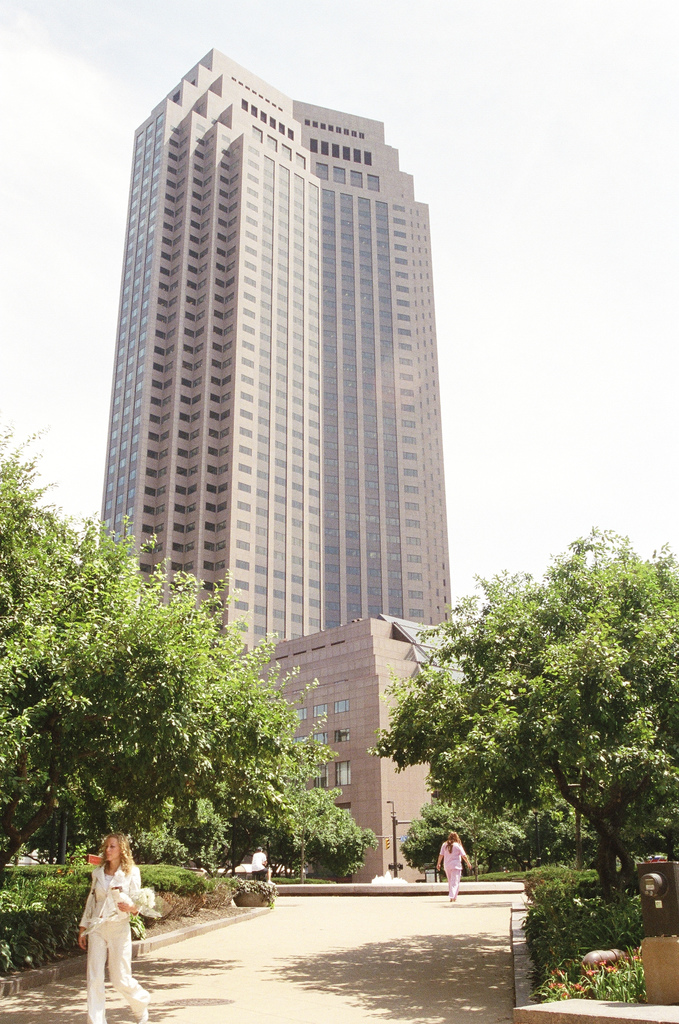
BPビル
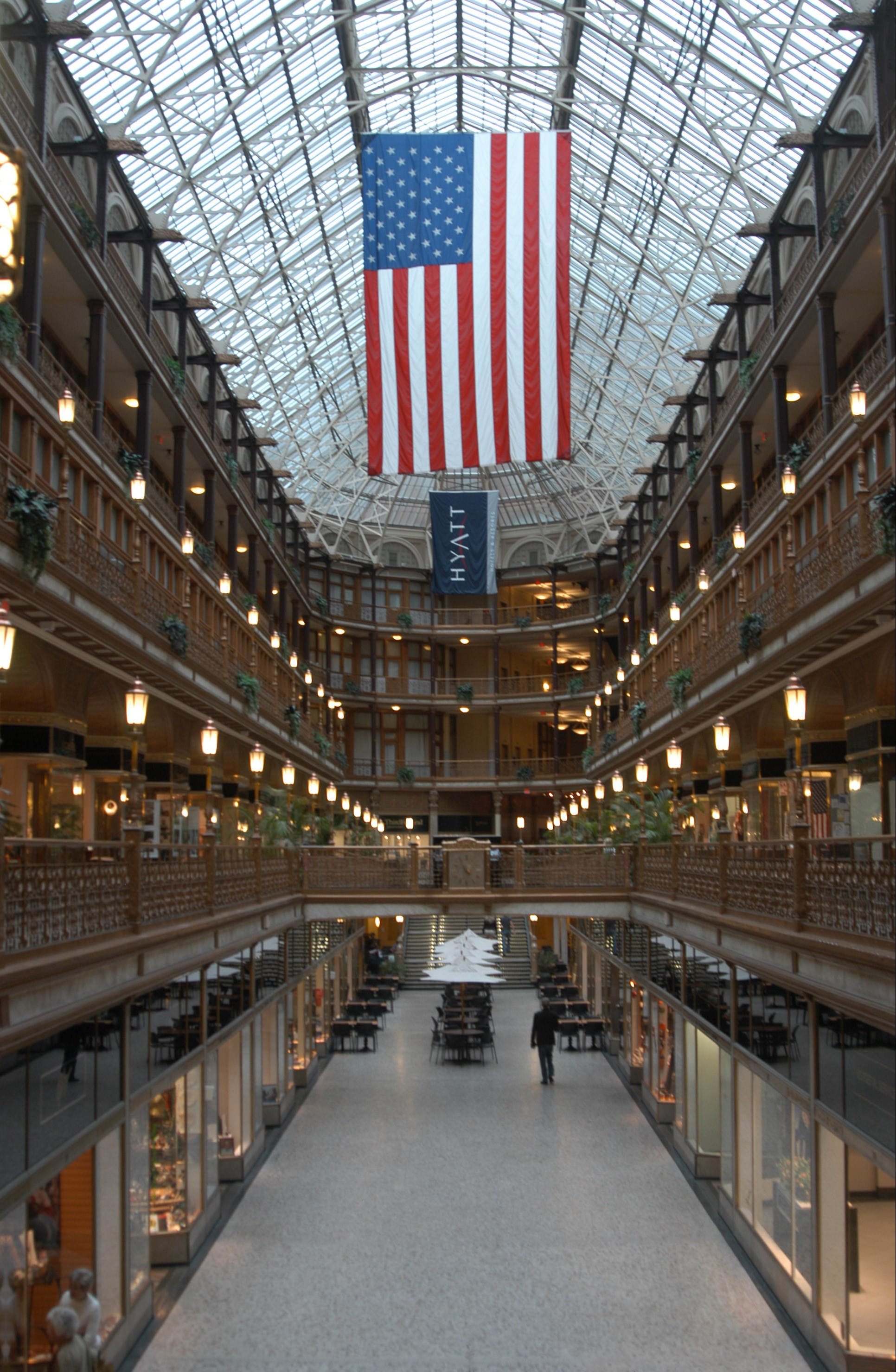
クリーブランド・アーケードの内部

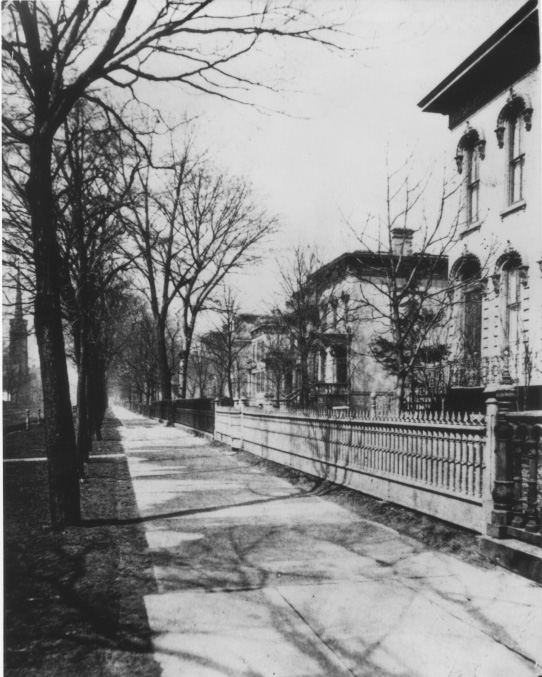
ユークリッド・アベニュー、1870年頃。

ダウンタウン中心部のパブリック・スクエアから市東部約8kmのユニバーシティ・サークルへと走るユークリッド・アベニューは、1860年代から1920年代にかけてはエルムの街路樹と豪邸が並ぶ、美しい通りであった。1880年代後半、紀行文作家ベイアード・テイラーはユークリッド・アベニューを「世界で最も美しい通り」と描写した。「百万長者の通り」として知られたユークリッド・アベニューには、ジョン・ロックフェラー、マーカス・ハンナ、ジョン・ヘイなどが邸宅を構えていた。ユニバーシティ・サークルはクリーブランドきっての文教地区で、ケース・ウェスタン・リザーブ大学をはじめ、ユニバーシティ・ホスピタル、セヴェランス・ホール、クリーブランド美術館、クリーブランド自然史博物館、ウェスタン・リザーブ歴史協会といった文化施設、教育機関、医療機関が集中している。
クリーブランドを取り囲むようにクリーブランド・メトロパーク・システムの公園群があり、クリーブランド市域内にも同システムの下で運営されている公園4つがある。ビッグ・クリーク川沿いにはそのうちの1つとなる動物園、クリーブランド・メトロパークス動物園がある。同園はサル目の飼育個体数では全米一である。またメトロパーク・システムのほか、エリー湖畔にはクリーブランド・レイクフロント州立公園が設置されている。市の北東側のエリー湖畔には、19世紀末から湖畔公園として賑わったユークリッド・ビーチ・パーク（1895年開園、1969年閉園）があった。市の東側にあるロックフェラー公園の園内には、市内の民族グループに敬意を表してつくられた多数の文化園がある。

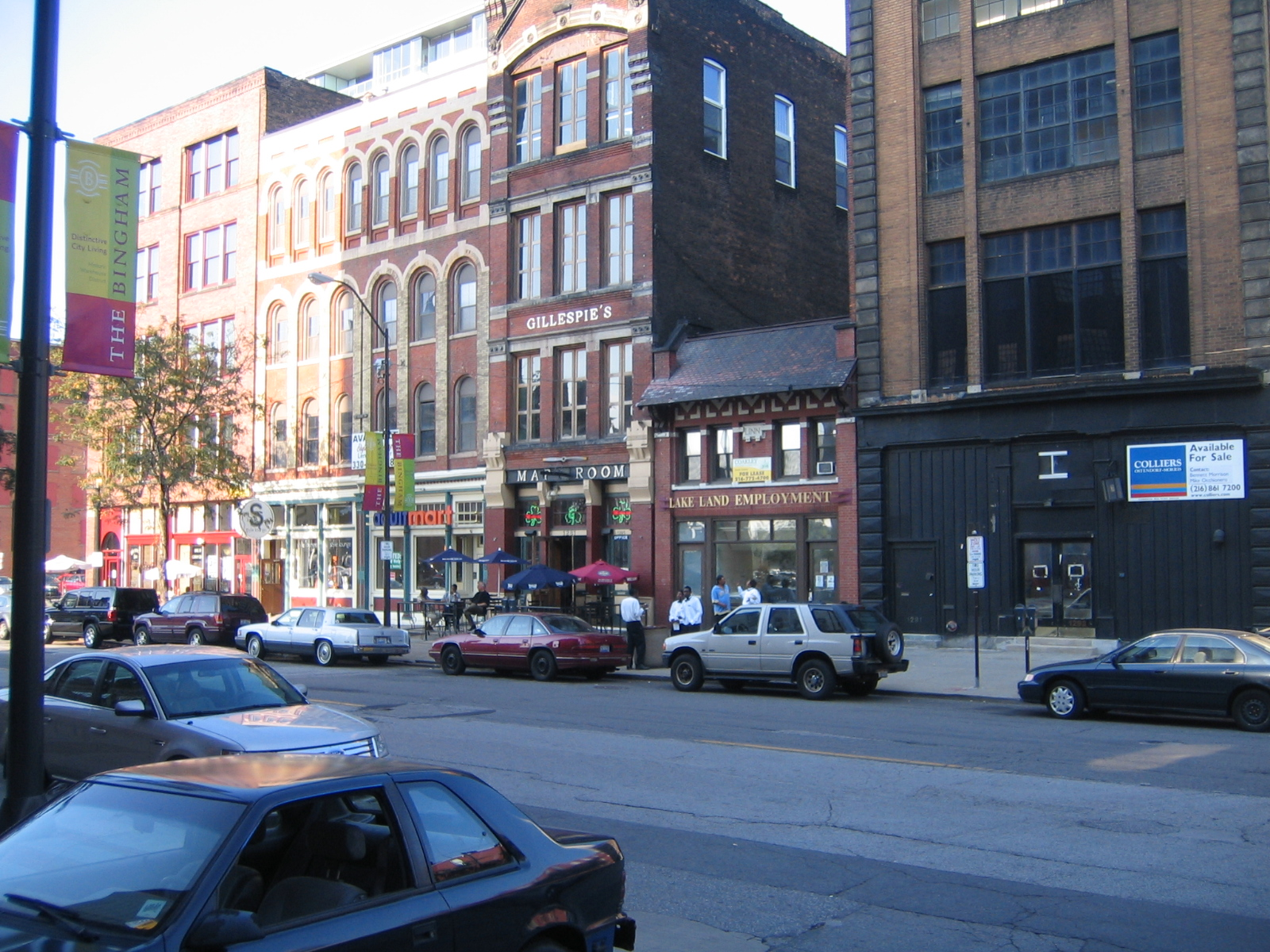
ウェアハウス・ディストリクト

ダウンタウンの西側には、フラットやウェアハウス・ディストリクトの各地区が広がっている。フラットはカヤホガ川両岸の低地一帯、ウェアハウス・ディストリクトはカヤホガ川東岸の段丘の上に広がる地区である。かつてはその名が示す通り倉庫街であったが、1990年代に入ると空き倉庫はコンドミニアムやアパート、レストラン、バー、ナイトクラブなどに改装され、姿を変えた。1990年代にはフラット（特にカヤホガ川東岸）で、2000年代に入るとフラットのカヤホガ川西岸やウェアハウス・ディストリクトでこうした変動が盛んに起こった。
クリーブランドの住民はしばしば、カヤホガ川の東側・西側どちら側に住んでいるかで、それぞれ「イースト・サイド」「ウェスト・サイド」と分類する。クリーブランド市内の各地区をイースト・サイド/ウェスト・サイドに分けると、概ね以下のようになる。
イースト・サイド
- バックアイ=シェーカー・スクエア（Buckeye-Shaker Square）
- セントラル（Central）
- コリンウッド（Collinwood）
- コーレット（Corlett）
- ユークリッド=グリーン（Euclid-Green）
- フェアファックス（Fairfax）
- フォレスト・ヒルズ（Forest Hills）
- グレンビル（Glenville）
- ペイン/グッドリッチ=カートランド・パーク（Payne/Goodrich-Kirtland Park）
- ヒュー（Hough）
- キンズマン（Kinsman）
- リー・ハーバード/セビル=マイルズ（Lee Harvard/Seville-Miles）
- リトルイタリー（Little Italy）
- マウント・プレザント（Mount Pleasant）
- ノッティンガム（Nottingham）
- セントクレア=スペリオル（St. Clair-Superior）
- ユニオン=マイルズ・パーク（Union-Miles Park）
- ユニバーシティ・サークル（University Circle）
- ウッドランド・ヒルズ（Woodland Hills）

ウェスト・サイド
- ブルックリン・センター（Brooklyn Centre）
- クラーク=フルトン（Clark-Fulton）
- カデル（Cudell）
- デトロイト=ショアウェイ（Detroit-Shoreway）
- エッジウォーター（Edgewater）
- オハイオシティ（Ohio City）
- オールド・ブルックリン（Old Brooklyn）
- ストックヤーズ（Stockyards）
- ウェストボールバード（West Boulevard）
- ウェストパーク（West Park） - 以下4地区の総称
  - カムズ・コーナーズ（Kamm's Corners）
  - ジェファーソン（Jefferson）
  - ピュリタス=ロングミード（Puritas-Longmead）
  - リバーサイド（Riverside）

また、カヤホガバレーにかかるインダストリアルバレー/ダック・アイランド（Industrial Valley/Duck Island）、スラビック・ビレッジ（Slavic Village）、トレモント（Tremont）の3地区は「サウス・サイド」と呼ばれる。
近年では、インナーシティに属する各地区ではジェントリフィケーションが進みつつある。ウェスト・サイド、イースト・サイドの両方で、ニューヨークのソーホーのようにクリエイティブ層の取り込みに成功し、新たな住宅開発を進める原動力となっている。また、イースト・サイドの近接地区においては、居住地区と勤務地区が重なっていることも、古い工業用建造物を芸術家たちのロフトスペースに転用することを促進する要因になっている。

## 政治

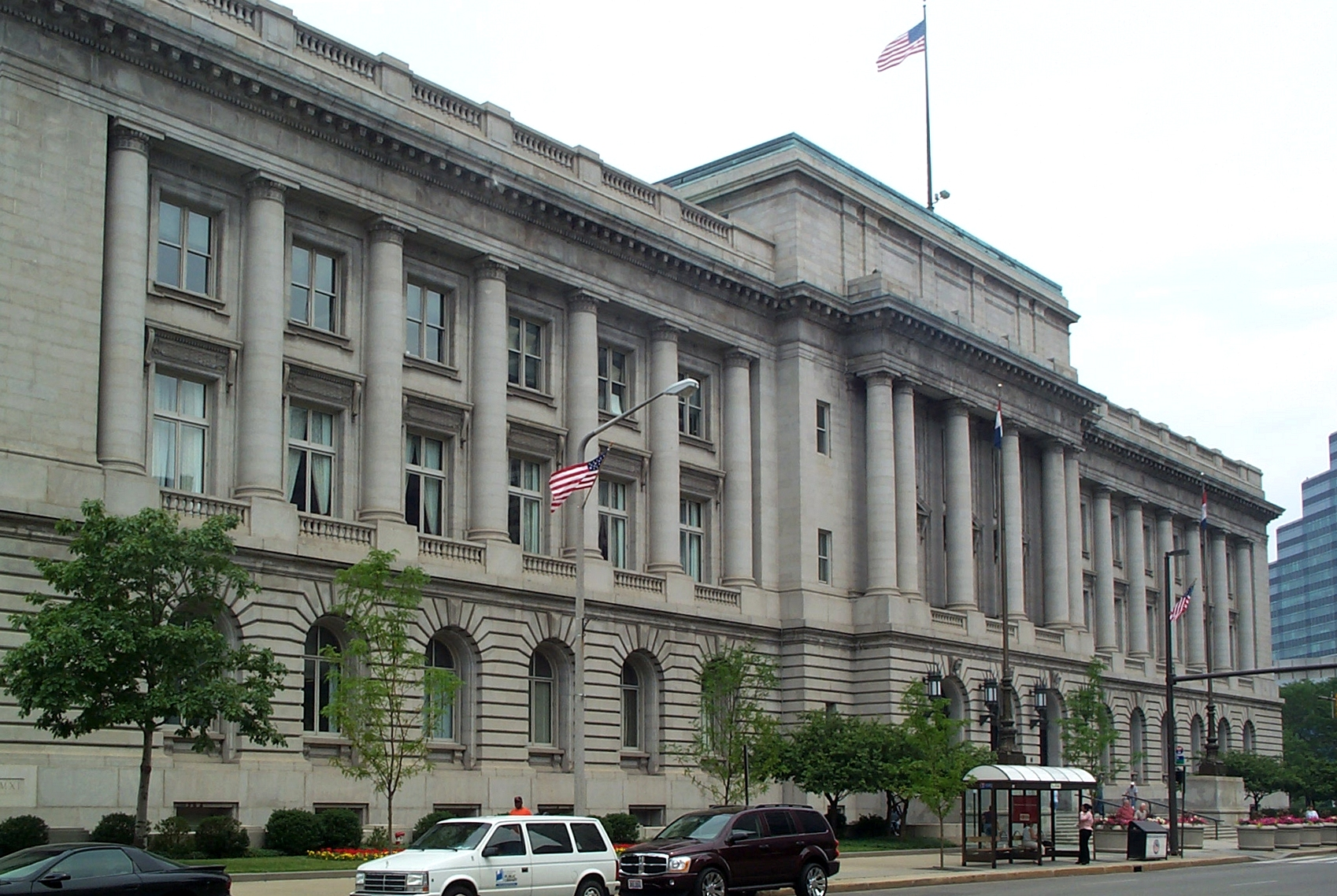
クリーブランド市庁舎

クリーブランドが工業の中心地として発展した背景には、もとより革新・進歩の気風が強く、初期においては労働組合の活動が活発であったことが大きく影響している。オハイオ州内の他地域、特にシンシナティなど州南部は概ね保守的で、共和党の勢力が強いのに対し、クリーブランドは民主党の勢力が強い。クリーブランドはアメリカ合衆国下院のオハイオ第10選挙区と第11選挙区に属するが、2006年の選挙では両方とも民主党が議席を獲得している。2004年の大統領選においては、オハイオ州を獲得したのはジョージ・W・ブッシュであったが、クリーブランドを含むカヤホガ郡ではジョン・ケリーの得票率が非常に高く、有効投票の2/3にのぼった。
クリーブランドは市長制を採っている。市長は市の行政の最高責任者であり、強力な権限を有している。1924年に一旦はシティー・マネージャー制が採用されたが、1931年にもとの市長制に戻った。市議会は21名の議員からなり、その任期は4年である。市は21の地区に分けられ、各地区から1人ずつの議員が選出される。市議員の定員は時代とともに減少しており、1885年には50名であったが、1960年代に33名に減り、1981年以降は21名になった。
クリーブランドは、長年に渡り犯罪や公害、汚職の町として知られ、「湖畔の過ち」との呼び名もあるが、2014年時点では過去10年の行政の取り組みにより活気を取り戻しつつある。

## 経済

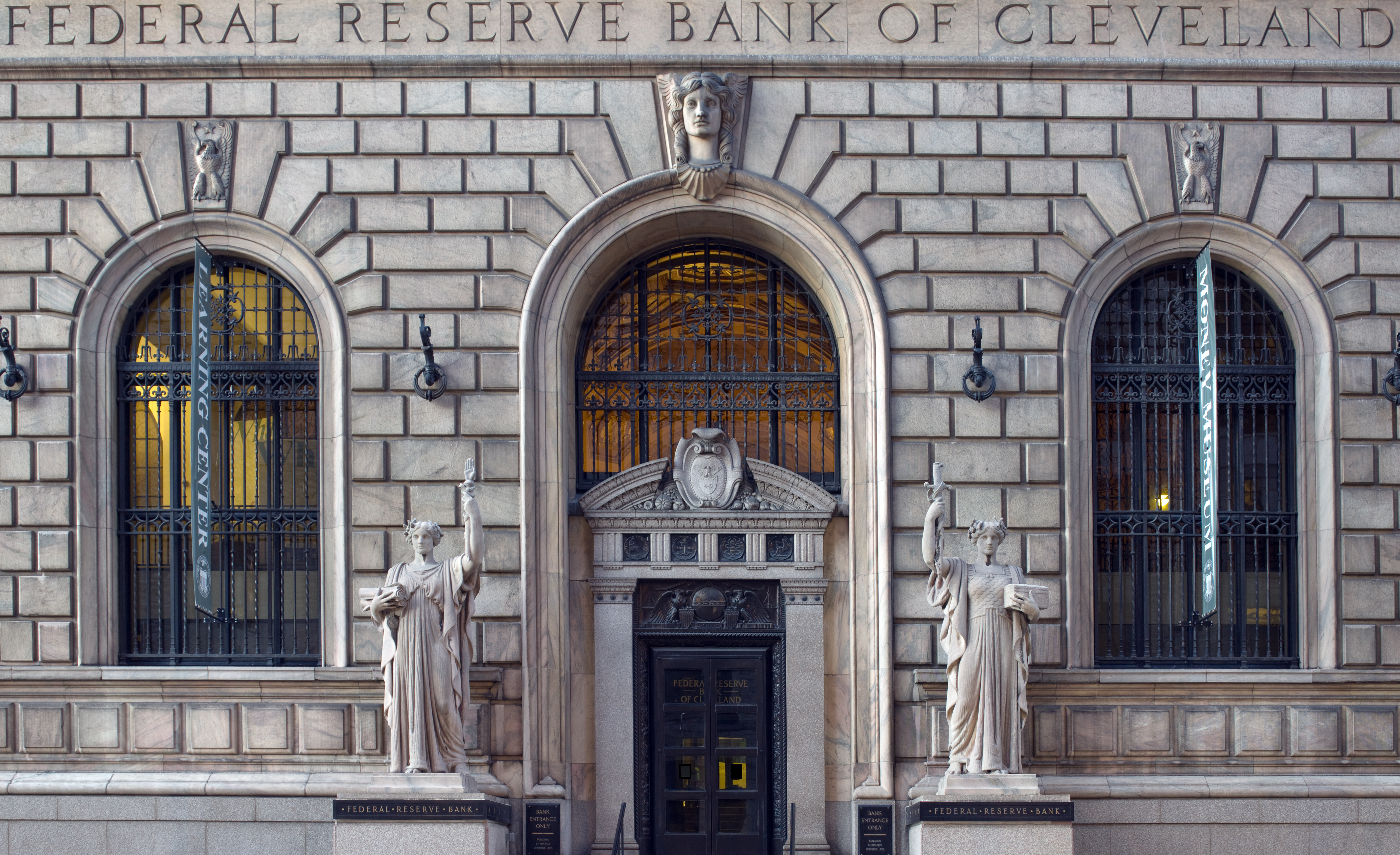
クリーブランド連邦準備銀行。1923年にダウンタウンに建てられた同行の建物は国家歴史登録財に指定されている。

カヤホガ川がエリー湖に流れ込むクリーブランドの立地は市の成長の鍵となる要因であった。オハイオ・エリー運河が完成し、鉄道網が発達すると、全米有数の工業都市として発展を遂げていくようになった。クリーブランドには製鉄業をはじめ、さまざまな製造業が興った。1914年にはクリーブランド連邦準備銀行が設置され、この地域における経済の中心地としての地位を確立した。クリーブランド連邦準備銀行はオハイオ州全域、ペンシルベニア州西部、ケンタッキー州東部、およびウェストバージニア州北部にわたる第4地区を管轄している。クリーブランド連邦準備銀行で発行された米ドル紙幣には、旧札であれば肖像の左側にDと、新札（1996年版）であれば左上の発券番号のすぐ下にD4と印刷されている。これはクリーブランド連邦準備銀行がカバーする第4地区を表している。
しかし20世紀後半になるとそれまで市の経済を支えてきた製造業の地位は低下し、商業や金融業、サービス業が市の経済の主体となっていった。クリーブランドには中西部を中心に展開し、アメリカ10大市中銀行の1つに数えられるナショナル・シティ・コープをはじめ、アメリカン・グリーティングス、イートン、フォレスト・シティ・エンタープライゼズ、シャーウィン・ウィリアムズ、キー・バンクといった企業が本社を置いている。1893年にクリーブランドで創立した世界有数の法律事務所ジョーンズ・デイは、現在でもクリーブランドに本部を置いている。その一方で、TRW、オフィス・マックス、BPなど、数多くの企業の本社が近年クリーブランドから移転・消滅した。その多くは市外の企業による吸収・合併によるものであった。2006年には、デューク・リアリティ社がクリーブランドにおける商用不動産市場の不振を理由に、クリーブランド都市圏の不動産をすべて売却した。
クリーブランド最大の雇用主であるクリーブランド・クリニック は、USニューズ&ワールド・レポート誌による病院ランキングでは全米でもっとも優れた病院の1つに数えられている。このほか、クリーブランドにはがん治療で高い評価を受けているユニバーシティ・ホスピタルズ・オブ・クリーブランド が本部を置き、メトロヘルスの医療センターがある。

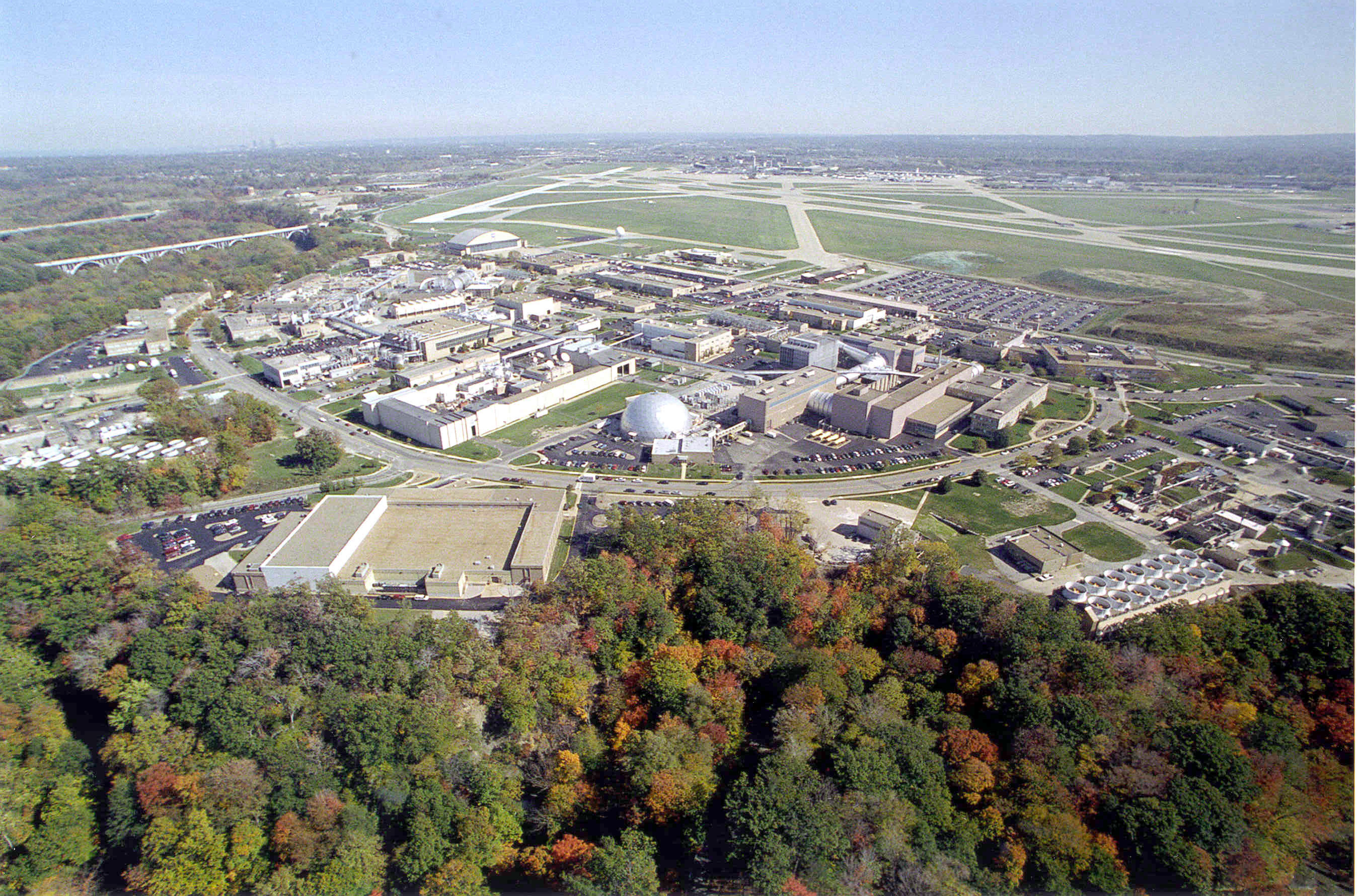
NASAのグレン研究センター

クリーブランドでは2000年代に入ってハイテク産業も発展してきており、市の経済・産業の再生の鍵となっている。NASAはクリーブランドにグレン研究センターを置いている。またバイオテクノロジーと燃料電池の研究においては、クリーブランドは急速に発展しつつある。これらの分野の研究を支えているのはケース・ウェスタン・リザーブ大学（後述）、クリーブランド・クリニック、およびユニバーシティ・ホスピタルズ・オブ・クリーブランドである。クリーブランドにおけるバイオテクノロジーの立ち上げと研究への投資額は中西部でもトップクラスで、2007年度の第1四半期には12社が合計8350万ドルを投資した。ケース・ウェスタン・リザーブ大学、クリーブランド・クリニック、ユニバーシティ・ホスピタルの3者は、共同で大規模なバイオテクノロジー研究センターとインキュベーターを設立する計画を進めている。マウント・シナイ医療センター跡地を利用し、研究キャンパスを設立するこの計画は、クリーブランドにおける研究の成果を形にする企業の育成も視野に入れている
先端技術を用いたインフラの整備も進んできている。ワンコミュニティ（OneCommunity）と呼ばれる、クリーブランドおよびオハイオ州北東部の主要な研究施設を光ファイバーネットワークで結ぶプロジェクトは、ケース・ウェスタン・リザーブ大学の技術的なイニシアチブの下に進められている。さらにワンコミュニティ・ネットワークはシスコシステムズと協働し、地域一帯にワイヤレスネットワークを張り巡らせる計画も進めている。この計画は、シスコのワイヤレス「メッシュ」ネットワークという新しい技術のテストも兼ねている。既に第1フェイズは2006年9月に正式に始まっており、ユニバーシティ・サークル地区ではワイヤレスネットワークへの接続が可能になった。シスコシステムズは1999年に高速ワイヤレス技術を持つAironetを買収しており、同社のワイヤレスネットワーク機器とクリーブランド地域一帯の施設をワイヤレスネットワーク構築のために利用できるようになっていた。

## 交通

### 空港

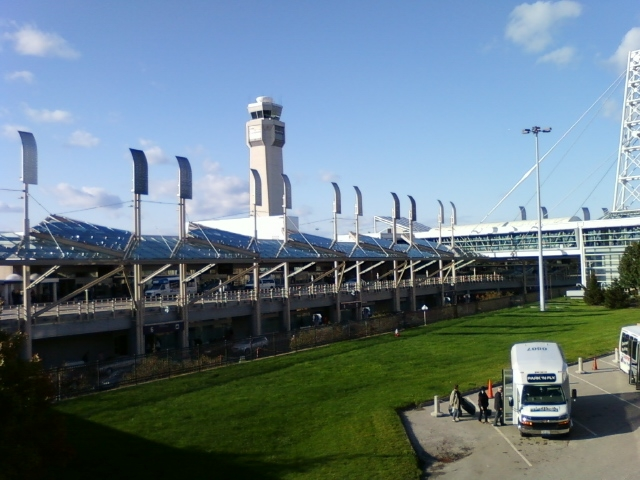
クリーブランド・ホプキンス国際空港

クリーブランドの玄関口となる商業空港はダウンタウンの南西17km、クリーブランド市域の南西端に位置するクリーブランド・ホプキンス国際空港（IATA: CLE）である。同空港はユナイテッド航空のハブ空港である。同空港はI-71とI-480の2本の州間高速道路が交わるジャンクションの南西角に位置する。1925年開港の同空港は全米で最も早くに開港した市営空港のひとつである。1930年代には滑走路に誘導灯が設置され、管制塔が建てられた。いずれも全米の空港で初であった。1968年にはクリーブランド地下鉄が延伸され、同空港に乗り入れたことにより、全米で初めて空港と市街地とが地下鉄で結ばれた空港となった。
ダウンタウンのエリー湖岸にはバーク・レイクフロント空港（IATA: BKL）がある。チャーター機やエアタクシー、自家用機などゼネラル・アビエーションの空港である。発着する航空機は主にビジネスジェットであるが、エアタクシーも年間20,000機以上発着している。エアタクシーは主にシンシナティやデトロイトへと飛んでいる。また同空港は、毎年開かれるチャンプカー・ワールド・シリーズのグランプリ・オブ・クリーブランドや航空ショーの会場にもなっている。

### 鉄道
クリーブランド駅はクリーブランド・メモリアル・ショアウェイ200にある。クリーブランド駅には
アムトラックのシカゴ-ニューヨーク・ボストン間の夜行長距離列車レイクショア・リミテッド号、シカゴ-ワシントン間の夜行長距離列車キャピトル・リミテッド号がそれぞれ1日1往復停車する。

### 公共交通

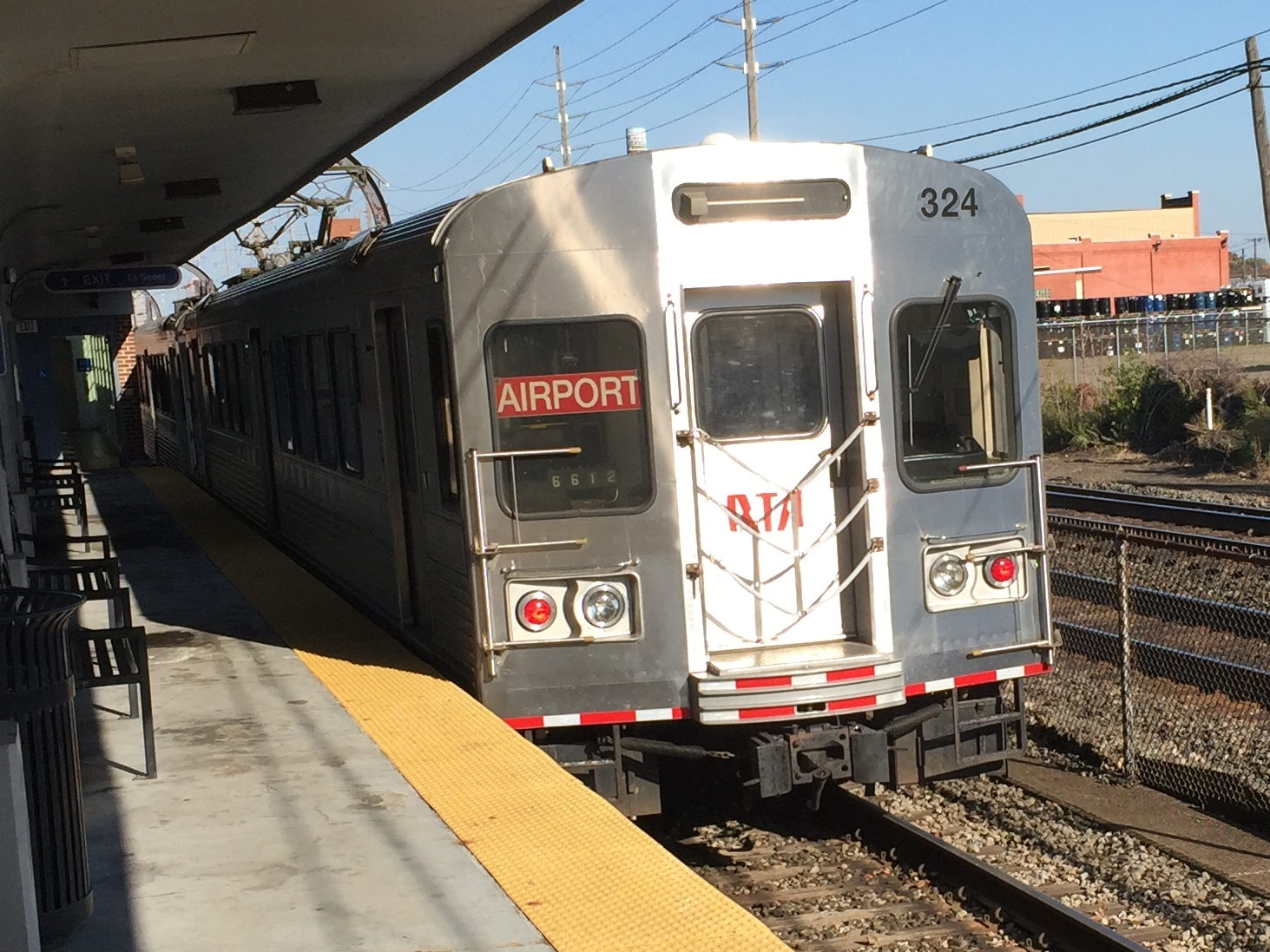
クリーブランド地下鉄

クリーブランドの公共交通機関は大クリーブランド地域交通局（Greater Cleveland Regional Transit Authority、RTA） の運営する3路線のクリーブランド地下鉄および100系統以上の路線バスによってカバーされている。クリーブランド地下鉄の地下区間はダウンタウンのごく一部分のみで、ほとんどは地上を走る。クリーブランド・ホプキンス国際空港やユニバーシティ・サークル地区につながるレッドラインはフル規格の電車であるのに対し、ブルーラインとグリーンラインはライトレールである。これら3路線はタワー・シティ・センターの地下にあるターミナルをハブとしている。地元では単に「高速交通」（The Rapid）と呼ばれている。
2008年に全長11キロメートルのBRT「ヘルスライン」が開通した 。
ダウンタウンのパブリック・スクエアからユークリッド・アベニュー上を走り、ユニバーシティ・サークルを通ってイーストクリーブランドに至る。

### 道路
クリーブランド市内ではI-71、I-77、I-90の3本の州間高速道路が交わる。I-71はクリーブランドとコロンバス、シンシナティのオハイオ州3大都市を結ぶ、州で最も重要な道路である。I-77はクリーブランドとアクロンを結び、さらに南下してオハイオ州北東部および東部においては幹線的な役割を果たしている路線であるが、これらの3本の中では最も混雑率が軽微である。I-90はボストンからシアトルまで、大陸を東西に横断する幹線であり、I-71とI-77の両方の北の終点になっている。I-80の支線であるI-480はクリーブランドの南の外郭環状線になっている。I-90の支線であるI-490はI-480よりも内側を走るバイパス路線で、I-71がI-90に合流するジャンクションとI-77とを結んでいる。これらの州間高速道路にはグレイハウンドのバスが通っている。グレイハウンドのバスターミナルはクリーブランドのダウンタウン、シアター・ディストリクトのプレイハウス・スクエアの裏手に立地している。
このほか、ダウンタウンのエリー湖岸にはクリーブランド・メモリアル・ショアウェイが走っている。この高速道路は1930年代に完成したもので、1936年にはグレート・レイクス博覧会への交通手段として既に供用されていた。この道路は正式にはオハイオ州道2号線となっているが、国道6号線、国道20号線、さらには州間高速道路I-90も部分的に兼ねている。しかし、レイクフロント空港の東側にあるI-90との分岐点以西は他の高速道路とつながっていないため交通量が少なく、有効に利用されていないため、2009年以降は順次レイクフロント・ボールバードという一般道路に置き換えられる予定になっている。

## 教育

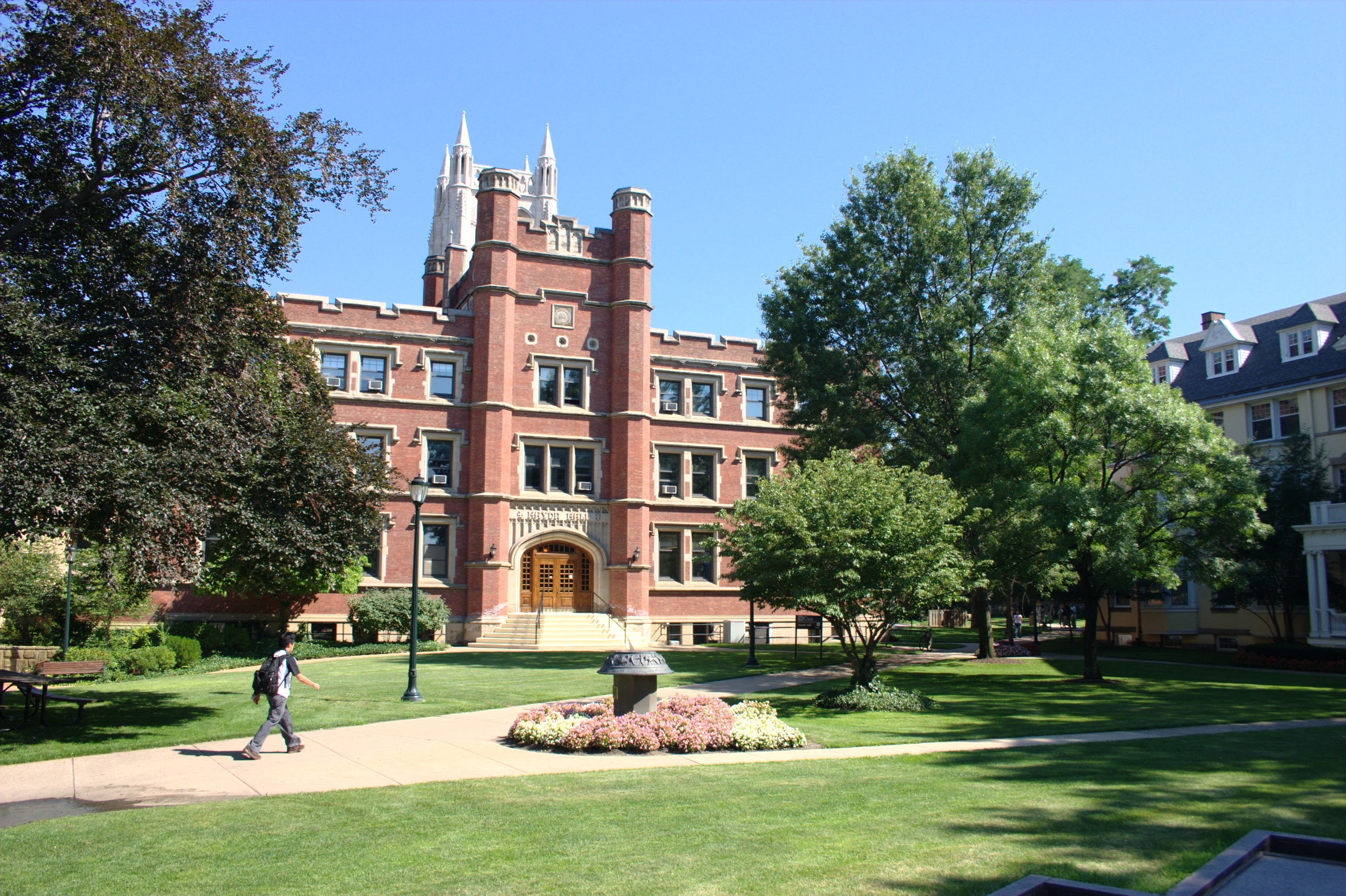
ケース・ウェスタン・リザーブ大学

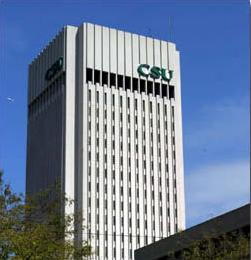
クリーブランド州立大学

クリーブランドを含むオハイオ州北東部はオハイオ州内で最も高等教育機関の充実した地域である。中でも1880年創立のケース工科大学と1826年創立のウェスタン・リザーブ大学を前身とするケース・ウェスタン・リザーブ大学はクリーブランドを代表する一流私立大学で、特に工学と経営学で高い評価を受けており、市のハイテク産業の発展にも大きく寄与している。その研究水準は高く評価されており、USニューズ&ワールド・レポート誌の大学ランキングでは常に上位50位以内、オハイオ州内の全総合大学の中でトップである。2007年度版では38位であった。同学は市の東にあるユニバーシティ・サークル地区にキャンパスを構えている。同学のウェザーヘッド経営大学院の校舎であるピーター・B・ルイス・ビルディングは、2002年に完成したフランク・ゲーリー設計の建物で、観光名所にもなっている。
ユニバーシティ・サークル地区にはケース・ウェスタン・リザーブ大学のほか、クリーブランド美術学校、クリーブランド音楽学校、オハイオ足病治療術学校がキャンパスを置いている。一方、1964年創立、約15,000人の学生を抱えるクリーブランド州立大学はダウンタウンに高層ビルの校舎を持つ都市型大学である。ダウンタウンには2年制のカヤホガ・コミュニティ・カレッジのメトロポリタン・キャンパスもある。ビジネスに特化した4年制の単科大学、マイヤーズ大学もダウンタウンにキャンパスを置いている。南西郊のオベリン市にはオハイオ州きっての一流リベラルアーツ・カレッジ、オベリン大学がキャンパスを置いている。1833年創立の同学は全米のリベラルアーツ・カレッジの中で常に上位25位以内にランクされている。また、同学は全米最初の男女共学校（創立当初より）、全米最初の白人・有色人種共学校（1835年に有色人種の入学を許可）として知られている。日本の桜美林大学の校名はこのオベリン大学に由来している。
一方、クリーブランドにおける初等・中等教育事情は極めて厳しい。クリーブランドのK-12課程はクリーブランド・メトロポリタン公立学区の公立学校によって支えられている。同学区はオハイオ州最大の公立学区で、127の公立学校を有し、55,000人以上の児童・生徒が在籍している。同学区は幼稚園から8年生までの園児・児童・生徒には制服の着用を義務付けている。また、同学区はオハイオ州内で唯一、市長の管理下に置かれている学区である。市長は教育委員会を設置している。市の人口の激減とチャーター・スクール等の台頭によって、同学区では学力低下が問題視されるようになり、様々な対策が取られた。その結果学力は2000年代中盤に入ってようやく改善に向かいつつあり、卒業率も向上してきているが、慢性的な資金不足もあり、依然としてクリーブランドにおける公教育事情は厳しい。

## 文化

### 芸術と文化施設

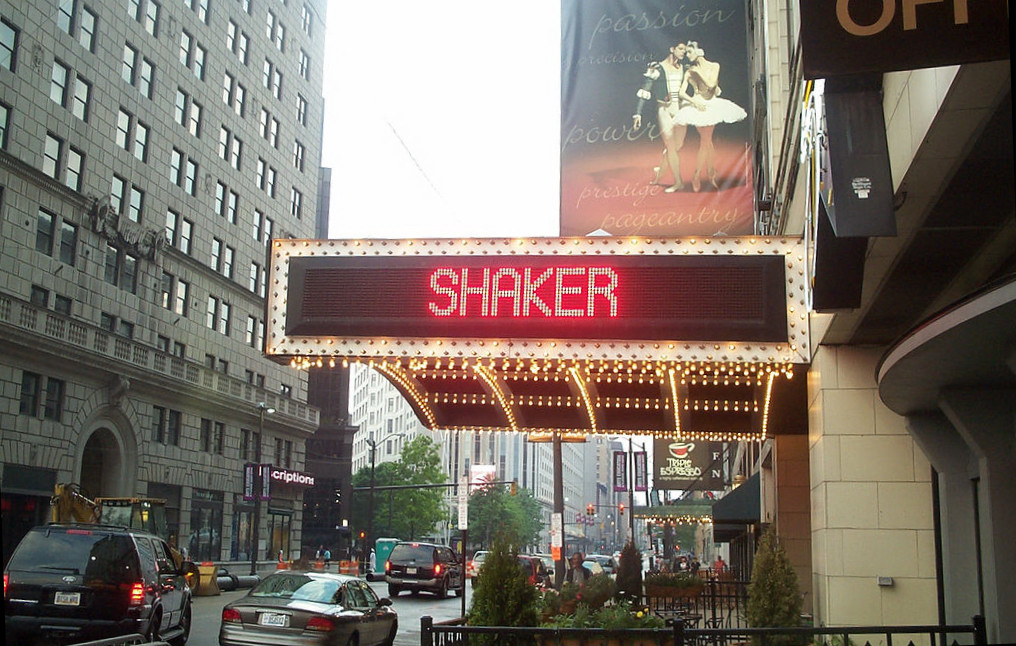
プレイハウス・スクエア・センターのオハイオ・シアター入口

クリーブランドのダウンタウン、ユークリッド・アベニュー沿いに立地するプレイハウス・スクエア・センターは、ニューヨークのリンカーン・センターに次いで全米第2の規模を持つ演技芸術施設である。プレイハウス・スクエア・センターにはステート・シアター、パレス・シアター、アレン・シアター、ハナ・シアター、オハイオ・シアターなどの劇場があり、一帯はシアター・ディストリクトと呼ばれている。プレイハウス・スクエア・センターにはクリーブランド・オペラ、オハイオ・バレイ、グレート・レイクス・シアター・フェスティバルが本部を置いている。また、同センターではブロードウェイのミュージカルの公演やスペシャルコンサートも執り行われる。クリーブランドの公共放送の本部となっているワン・プレイハウス・スクエアは、もとはWJWラジオのスタジオで、DJを務めていたアラン・フリードが初めて「ロックンロール」という語を世に広めた場所でもある。プレイハウス・スクエア・センターとユニバーシティ・サークルの間にはクリーブランド・プレイハウスとカラム・ハウスがある。クリーブランド・プレイハウスは1915年に建てられた全米最古の地域劇場である。クリーブランド・プレイハウス同様1915年に建てられたカラム・ハウスはアフリカン・アメリカンの演技芸術・美術センターで、国家歴史登録財に指定されている。同劇場は特にラングストン・ヒューズの作品を多数演じた。

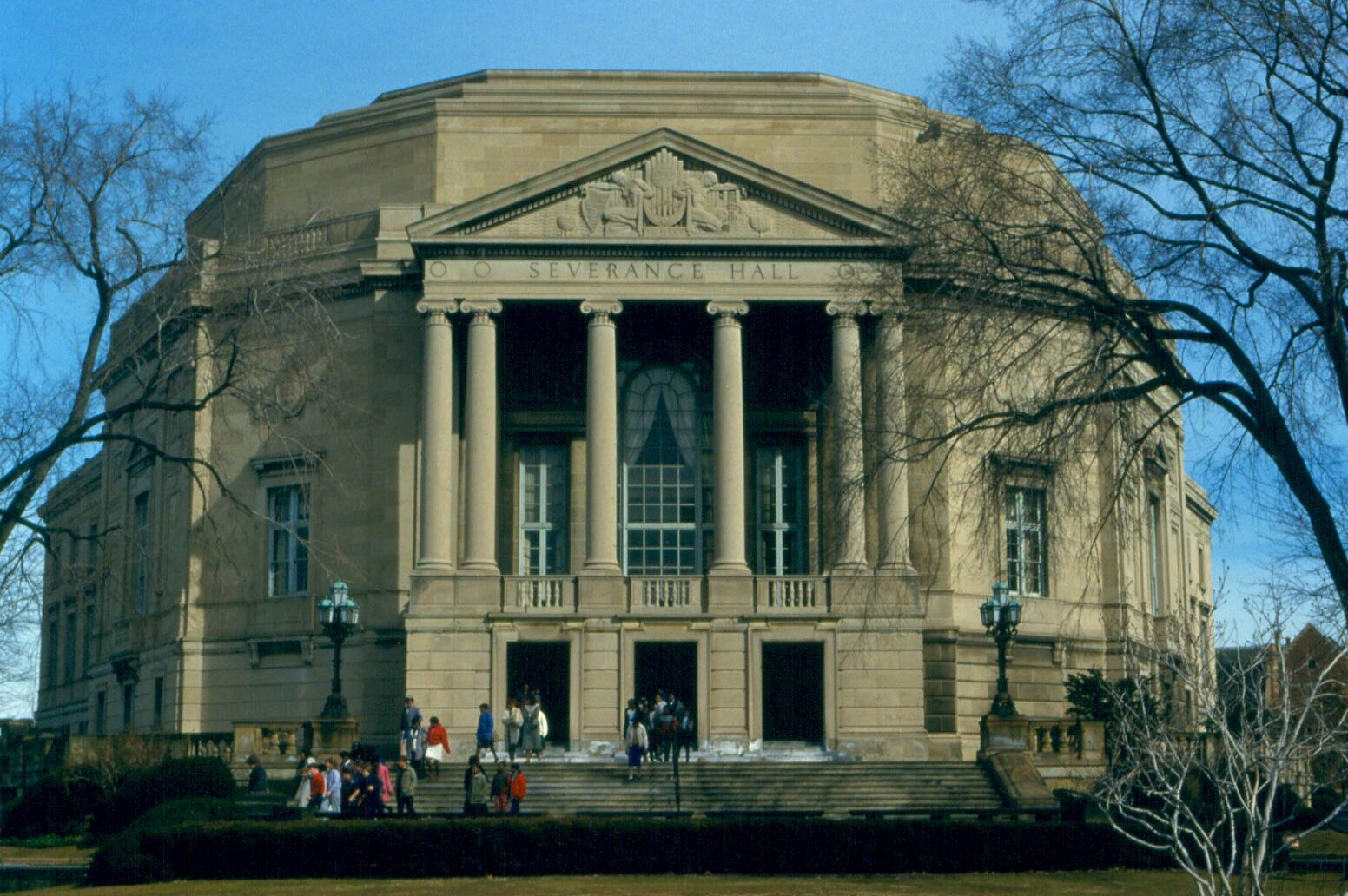
セヴェランス・ホール

クリーブランドはアメリカ5大オーケストラの1つに数えられるクリーブランド管弦楽団の本拠地である。他の4団体に比べもっとも小規模な都市を地盤とする同団は1918年創設で当初はローカルな存在だったが、1946年に名指揮者ジョージ・セルが音楽監督に就任したことにより、セルの厳しいトレーニングによって飛躍的な発展を遂げ、アメリカ5大オーケストラのひとつに数えられたばかりか、世界的にも高い評価を受けるようになった。同団体は5大オーケストラの中では最もヨーロッパ的なオーケストラであるとされ、世界でも屈指の実力を有するオーケストラである。同オーケストラは秋から春のシーズンはユニバーシティ・サークルにあるセヴェランス・ホールで公演を行っている。1931年に完成したこのセヴェランス・ホールは、外観は他のクリーブランドの主要建築物にあわせて新古典主義建築様式で造られたが、そこにニューヨークの彫刻家ヘンリー・ヘリングによって制作されたアール・デコ調のペディメントがつけ加えられた。内装は様々な様式が混在しており、メインロビーはエジプト・リバイバル調とジョージア調の混成であるのに対し、講堂の天井や柱はアール・デコ調で造られている。一方夏の間は、同オーケストラはこのセヴェランス・ホールではなく、南郊の（実際にはアクロンにかなり近い）カヤホガフォールズのカヤホガバレー国立公園内にあるブロッサム・ミュージック・センターで公演を行っている。

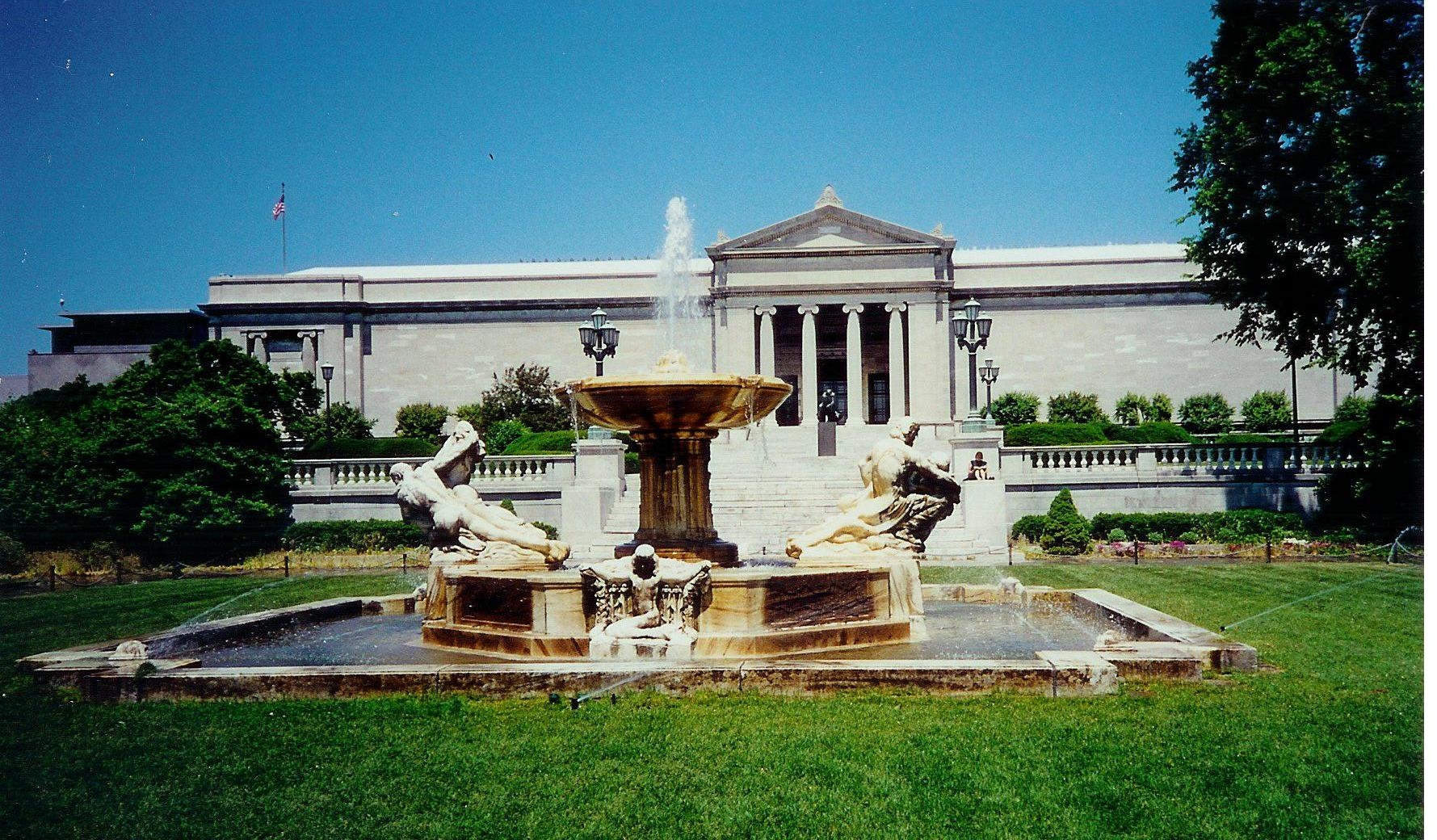
クリーブランド美術館

クリーブランドには著名な美術館が2つある。1つはユニバーシティ・サークルにあるクリーブランド美術館である。1913年に建てられたこの美術館は常設展示作品数40,000点におよび、その制作年代は古代から現代までの6,000年の範囲にわたり、コロンブス来航以前のアメリカ大陸や中世ヨーロッパ、さらには東洋美術の作品も展示している。もう1つのクリーブランド現代美術館（MOCA）は、その名称が示す通り展示する作品を現代美術作品に絞り、評価の定まった、あるいは急成長中の芸術家による作品を主に展示している。常設展示物としては、アンディ・ウォーホル、クリスト、クレス・オルデンバーグらの作品が展示されている。また、同館には地元クリーブランド都市圏をはじめとするオハイオ州北東部出身の芸術家に目を向け、その作品を展示するコーナーも設けられている。
近年の再開発の一環として、エリー湖岸のノース・コースト地区にも文化施設が設置されるようになってきている。イオ・ミン・ペイの設計によるロックの殿堂は1995年に開館した。その近隣には1996年に開館したグレート・レイクス科学センターや、クリーブランド・クリフス社の旗艦であった蒸気船、ウィリアム・G・マザー号を改装したウィリアム・G・マザー海事博物館もある。第二次世界大戦で活躍したガトー級潜水艦、コッド号も1975年からクリーブランド港で博物館として一般公開されている。

### スポーツ

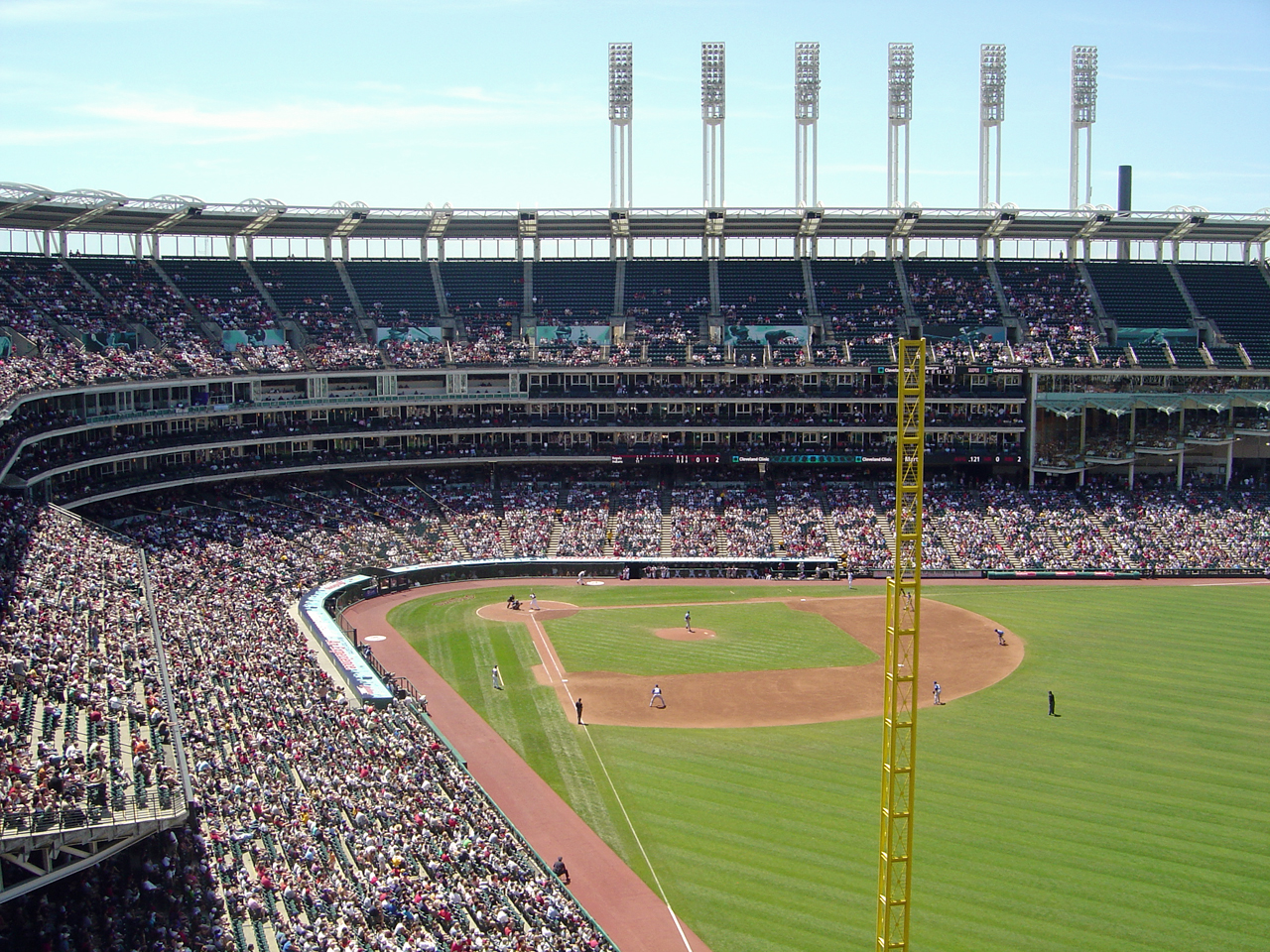
ガーディアンズの本拠地、プログレッシブ・フィールド

クリーブランドにはMLB、NFL、NBA、NHLの北米4大プロスポーツリーグのうち、NHLを除く3リーグがチームを置いており、州で最大都市のコロンバスを上回る規模である。MLBのクリーブランド・ガーディアンズは1901年にアメリカンリーグが発足したときにリーグを構成していた8球団のうちの1つである。創設当時はクリーブランド・ブルースというチーム名であった。1915年から2021年まではインディアンスというチーム名であったが、2022年シーズンよりガーディアンズに改められる。ガーディアンズは1920年と1948年の2度ワールドシリーズで優勝している。1954年にはチーム史上最多の111勝を挙げてリーグ優勝したものの、ワールドシリーズではサンフランシスコ・ジャイアンツに0-4で敗れた。1960年代に入ると、市の低迷と並行するようにチームは30年以上にわたって低迷を続けた。1960年から1993年までの34シーズンの間、勝率5割を上回ったのはわずかに6シーズンで、勝率3割台に落ち込んだことも5シーズンあった。映画「メジャーリーグ」は、不振にあえぐインディアンスを題材として制作された。その後チームは新設されたジェイコブス・フィールドに本拠を移し、快進撃が始まった。1995年に41年ぶりのリーグ優勝を飾り、1997年、2016年にもワールドシリーズに出場した。ただし、ワールドシリーズでは1995年の対アトランタ・ブレーブス、1997年の対フロリダ・マーリンズ、2016年の対シカゴ・カブスのいずれも敗れており、最後に優勝したのは1948年ということになる。1995年から2001年にかけては、ジェイコブス・フィールドでのインディアンスのホームゲームは455試合連続完売となった。これは2008年にボストン・レッドソックスに破られるまでの間メジャーリーグ記録だった。この記録に対するファンへの感謝の証しとして、インディアンスは背番号455を永久欠番とし、選手名をThe Fansとしている。2008年、クリーブランド郊外のメイフィールド・ビレッジに本社を置く自動車保険会社、プログレッシブが命名権を獲得したため、ジェイコブス・フィールドは「プログレッシブ・フィールド」という名に改められた。

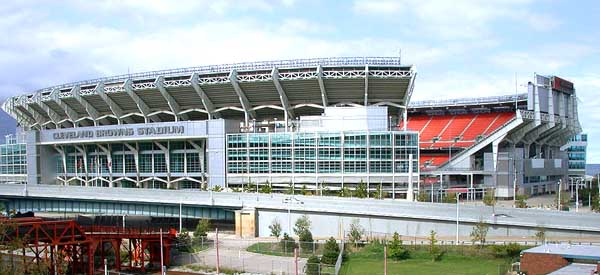
クリーブランド・ブラウンズ・スタジアム

NFLのクリーブランド・ブラウンズは1946年にAAFCのチームとして創設された。設立当初からAAFCでは圧倒的に強く、1950年にNFLに合流してからも、しばらくは隆盛が続いた。1950年、1954年、1955年、1964年にはNFLチャンピオンに輝いた。ただし、4度のタイトルはすべてスーパーボウルが創設される前のものであり、スーパーボウルへの出場経験はない。1996年にはブラウンズをボルチモア移転が一旦は決まった。しかし、移転に対しては地元ファンの猛反対などもあったため、この問題は法廷に持ち込まれた。NFL、ブラウンズ、クリーブランド市当局、ボルチモア市当局を巻き込んだこの法廷での裁定により、ボルチモアへ移転したチームは新チームのボルチモア・レイブンズとし、ブラウンズは3年間の「活動休止」に置かれた後、活動休止期間中に新スタジアムを建設し、再開した新チームがブラウンズの歴史を引き継ぐという形になった。1999年、ミュニシパル・スタジアムの跡地に新しく完成したクリーブランド・ブラウンズ・スタジアムを本拠とする新ブラウンズが活動を「再開」し、現在に至っている。しかし、新チームには往時の勢いはなく低迷しており、勝率5割を上回ったのは2002年と2007年の2シーズンのみである。2017年には、レギュラーシーズン16戦全敗という、2008年のデトロイト・ライオンズ以来NFL史上2チーム目となる不名誉な記録を残した。

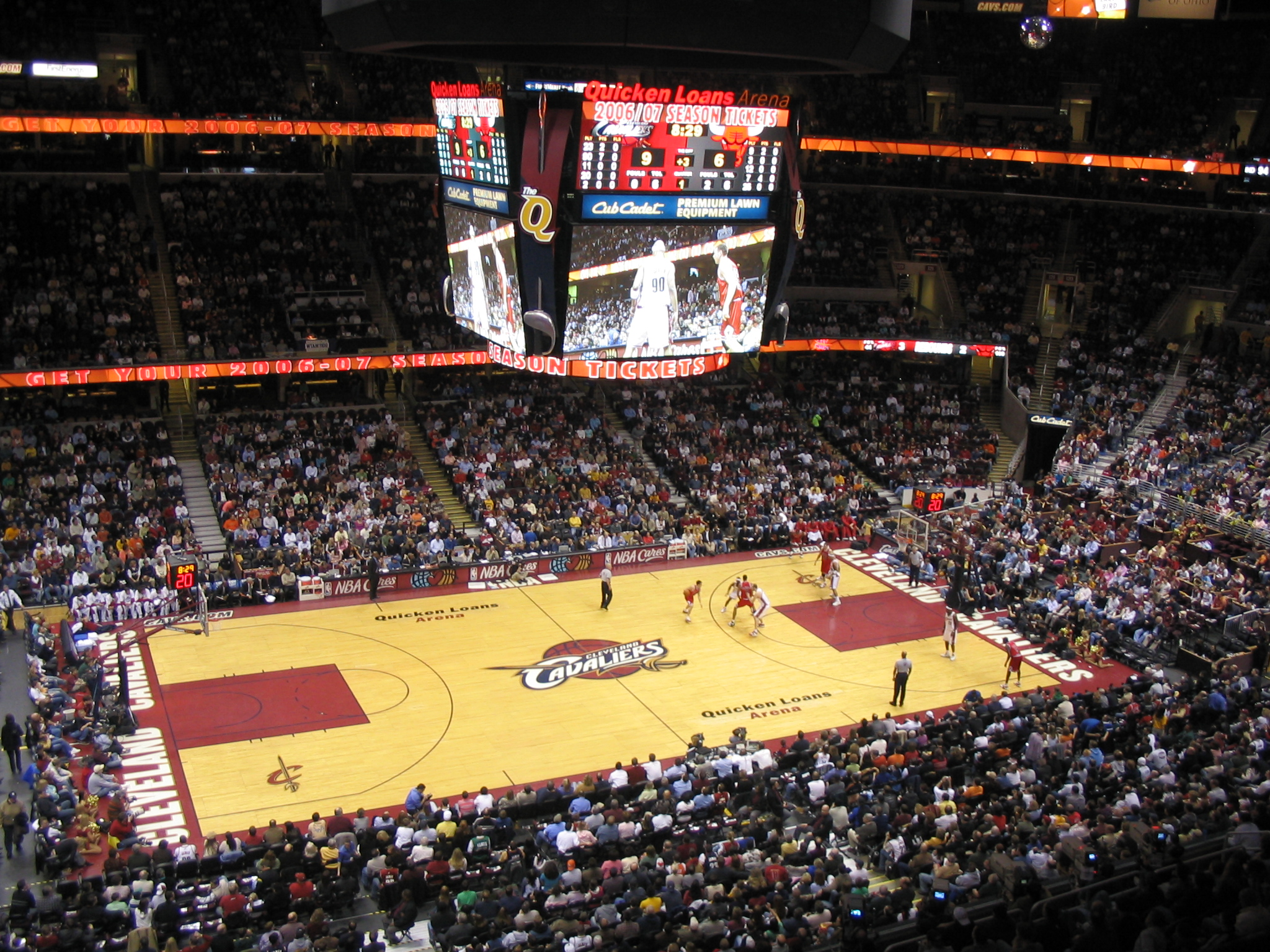
クイックン・ローンズ・アリーナでのキャバリアーズの試合

NBAのクリーブランド・キャバリアーズは1970年に創設された。創設当初は弱く、勝率4割にすら届かないようなシーズンが続いた。1976年にはカンファレンス決勝に進出したものの敗退、その後しばらくはまた低迷した。1980年代中盤から1990年代にかけては、マイケル・ジョーダン率いる黄金期のシカゴ・ブルズの壁に悩まされ、シーズンでは安定した成績を残してプレーオフには出場するものの1回戦で敗退するシーズンが続いた。1994年には野球のジェイコブス・フィールドと共にダウンタウンに新設されたガンド・アリーナ（ともに当時の名称）に本拠を移した。2000年代に入ると三たび低迷し、2002-03年のシーズンには17勝65敗、勝率.207に終わった。しかしこの低成績のため2003年のNBAドラフト1位指名権を獲得し、地元北東オハイオ、アクロン出身のレブロン・ジェームズを1位指名・獲得した。やがてチームは快進撃を始め、2007年にはチーム史上初のNBAファイナルに出場した。この快進撃の最中、2005年にガンド・アリーナはクイックン・ローンズ・アリーナという名に改められた。2010年にジェームズを手放すとチームは低迷したが、2014年にジェームズが復帰、翌2015年には再びNBAファイナル進出を、そして2016年には初優勝を果たした。クリーブランドのプロスポーツチームが優勝するのは、1964年のブラウンズ以来52年ぶりであった。
クリーブランドにはかつてNHLのクリーブランド・バロンズも2シーズンだけ存在したが、1978年にミネソタ・ノーススターズに吸収される形で消滅した。また、クリーブランド・ロッカーズというWNBAのチームもあった。ロッカーズは1997年にWNBAが創設されたときにリーグを構成していた8チームのうちの1つであったが、2003年にオーナーがチームを手放し、そのまま消滅した。
また、アリーナ・フットボールAFLのクリーブランド・グラディエーターズもクイックン・ローンズ・アリーナを本拠地とする。

### メディア

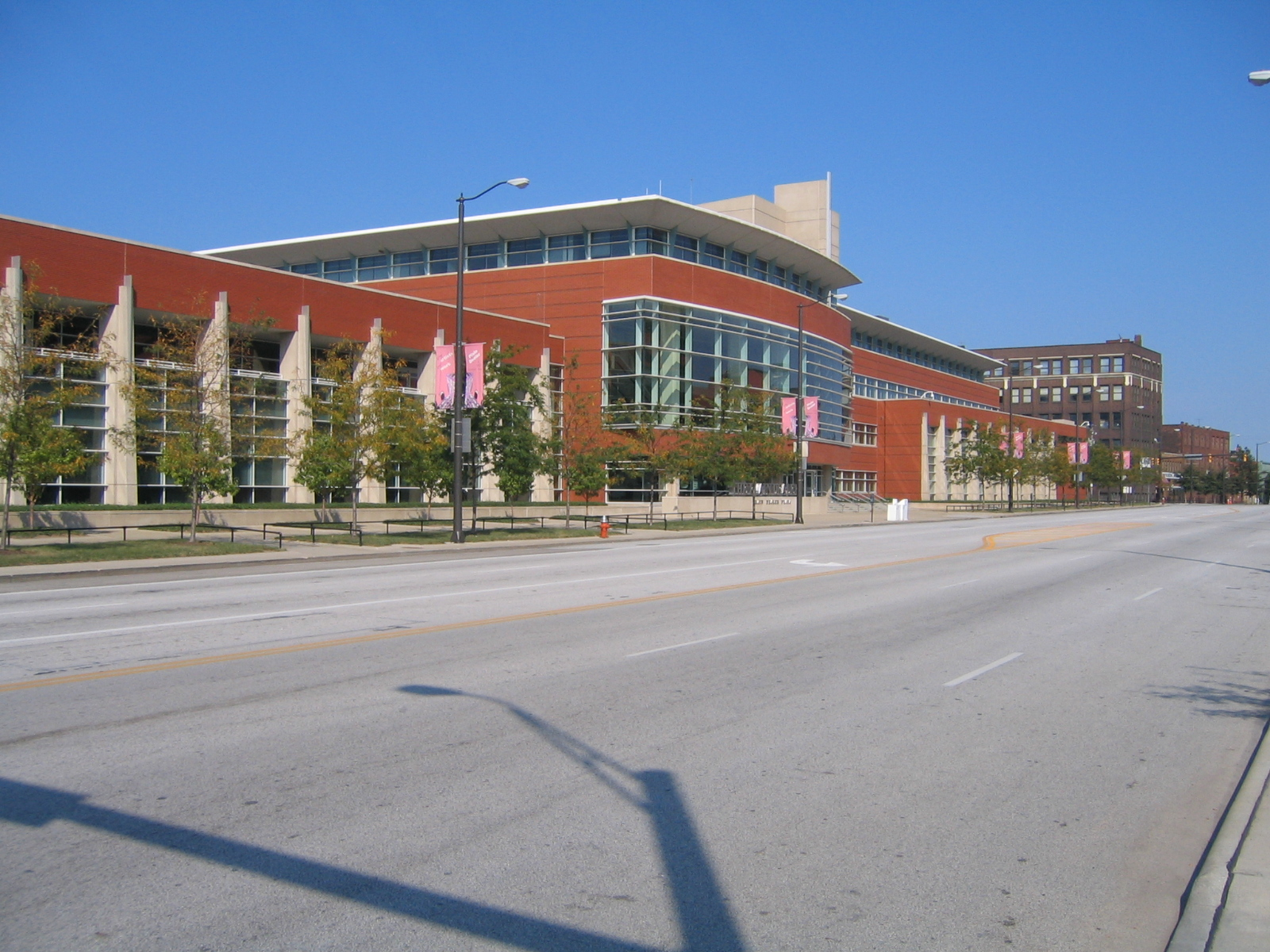
プレイン・ディーラー本社

クリーブランドで購読されている日刊の新聞はクリーブランド・プレイン・ディーラー（The Plain Dealer）である。かつてはクリーブランド・ニュースやクリーブランド・プレスという新聞もあったが、前者は1960年、後者は1982年に休刊となり、プレイン・ディーラーが唯一クリーブランドに残る日刊新聞社となった。クリーブランドにはこのほか、フリー・タイムズやクリーブランド・シーンといった週刊の新聞がいくつかある。
2006-2007年のニールセン・メディア・リサーチ社による調査では、クリーブランド・アクロンは全米第17位のテレビ放送市場であるとされた。クリーブランドにはABC、CBS、FOX、NBCの4大ネットワーク各局が支局を置いているほか、MyNetwork、The CW、ION、ユニビジョンの支局も置かれている。PBSはクリーブランドに会員局2局を置いている。ABCの加盟局、WEWSで1972年から放送されている朝の情報番組に The Morning Exchangeがある。この番組の成功により、1975年にABCはこの番組を基にし、全米ネットでグッド・モーニング・アメリカの放送を開始した。
クリーブランドにはAM・FM合わせて43局のラジオ局が置かれている。これに加え、オハイオ州北東部の他都市・町村に局を置く多くのラジオ局もクリーブランドをカバーしている。

## 人口動態

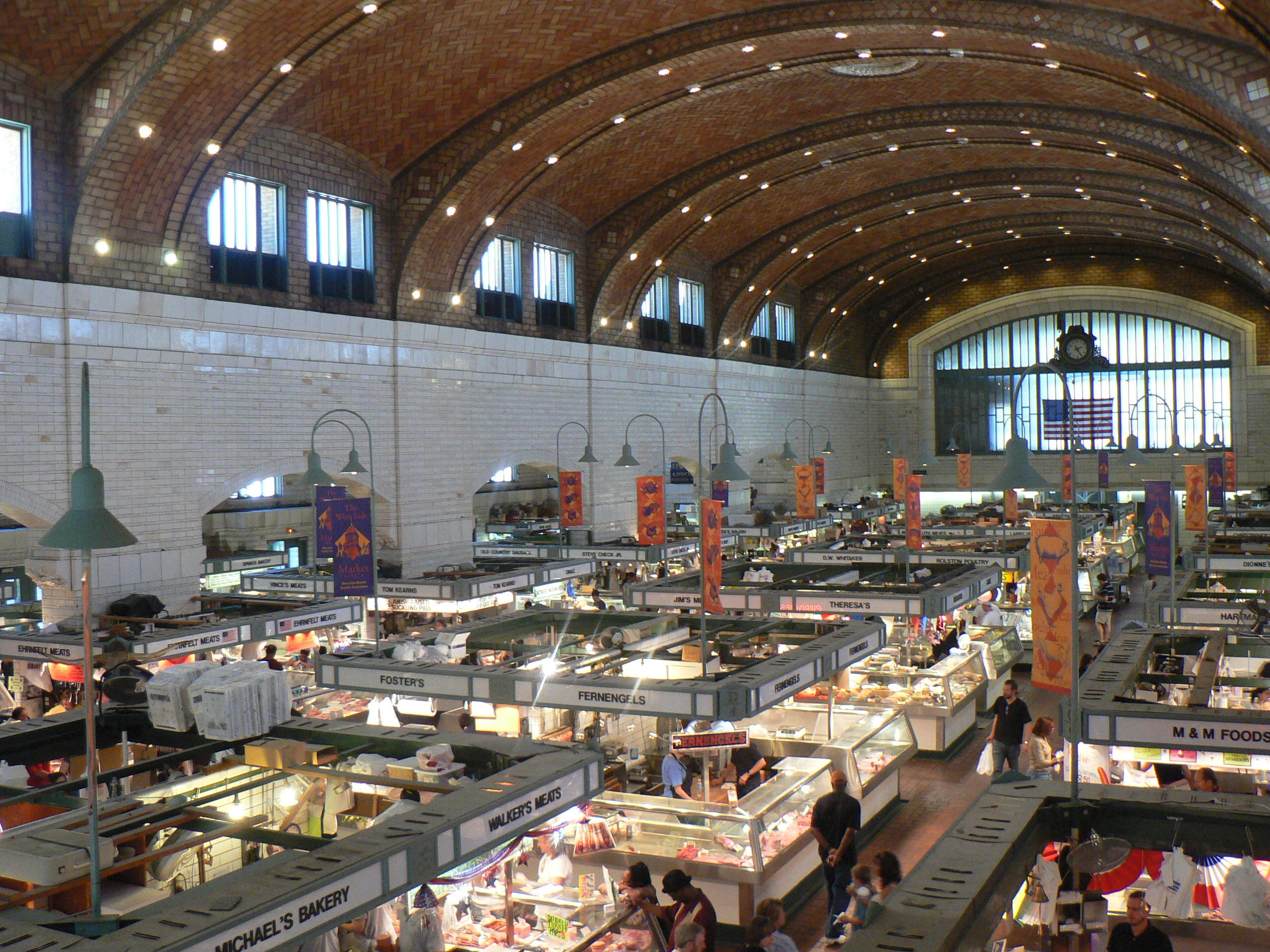
ウェスト・サイド・マーケットでは様々な民族料理の食材が取り扱われている。クリーブランドの民族構成の多様性はこういうところにも現れている。

1960年代から1970年代にかけてのホワイト・フライトや郊外化により、クリーブランドの人口は激減し、急速に衰退した。連邦最高裁判所がクリーブランドの学校に差別撤廃に向けたバス通学を義務付けたことが、市の衰退をさらに加速させた。1990年代にいわゆる「強制バス通学」は終わったものの、クリーブランドは貧困に傾き続け、2004年には全米で最も貧しい大都市であるとされた。クリーブランドは2006年に貧困率32.4%を記録し、再び全米で最も貧しい大都市に指名された。
クリーブランドの住民を祖先グループ別に見ると、最も多いのはドイツ系（9.2%）で、アイルランド系（8.2%）、ポーランド系（4.8%）、イタリア系（4.6%）、イギリス系（2.8%）が続く。また、ハンガリー系、アラブ系、ユダヤ系、ルーマニア系、チェコ系、スロバキア系、ギリシア系、ウクライナ系、アルバニア系、クロアチア系、セルビア系、リトアニア系、スロベニア系、韓国系、中国系のコミュニティが存在するなど、クリーブランドは民族の多様性に富んでいる。特にハンガリー系はクリーブランド市域内に大規模なコミュニティを形成しており、その規模はブダペスト以外では世界最大とも言われている。またポーランド系住民が多いため、市内にはポーランド大聖堂様式の教会堂もいくつか建っている。そういった教会堂の中には国家歴史登録財に指定されていたり、観光名所になっていたりするものもある。

### 都市圏人口
クリーブランドの都市圏、および広域都市圏を形成する各郡の人口は以下の通りである（2020年国勢調査）。
クリーブランド・エリリア都市圏
| 郡         | 州         | 人口        |
| ---------- | ---------- | ----------- |
| カヤホガ郡 | オハイオ州 | 1,264,817人 |
| ロレイン郡 | オハイオ州 | 312,964人   |
| レイク郡   | オハイオ州 | 232,603人   |
| メダイナ郡 | オハイオ州 | 182,470人   |
| ジアーガ郡 | オハイオ州 | 95,397人    |
| 合計       | 合計       | 2,088,251人 |

クリーブランド・アクロン・カントン広域都市圏
| 都市圏/小都市圏                          | 郡                             | 州                             | 人口        |
| ---------------------------------------- | ------------------------------ | ------------------------------ | ----------- |
| クリーブランド・エリリア都市圏           | クリーブランド・エリリア都市圏 | クリーブランド・エリリア都市圏 | 2,088,251人 |
| アクロン都市圏                           | サミット郡                     | オハイオ州                     | 540,428人   |
| アクロン都市圏                           | ポーテージ郡                   | オハイオ州                     | 161,791人   |
| カントン・マシロン都市圏                 | スターク郡                     | オハイオ州                     | 374,853人   |
| カントン・マシロン都市圏                 | キャロル郡                     | オハイオ州                     | 26,721人    |
| ウースター小都市圏                       | ウェイン郡                     | オハイオ州                     | 116,894人   |
| アシュタビューラ小都市圏                 | アシュタビューラ郡             | オハイオ州                     | 97,574人    |
| ニューフィラデルフィア・ドーバー小都市圏 | タスカラワス郡                 | オハイオ州                     | 93,263人    |
| サンダスキー小都市圏                     | エリー郡                       | オハイオ州                     | 75,622人    |
| ノーウォーク小都市圏                     | ヒューロン郡                   | オハイオ州                     | 58,565人    |
| 合計                                     | 合計                           | 合計                           | 3,633,962人 |

### 市域人口推移
以下にクリーブランド市における1840年から2020年までの人口推移をグラフおよび表で示す。
| 統計年 | 人口      | 順位 |
| ------ | --------- | ---- |
| 1840年 | 6,071人   | 67位 |
| 1850年 | 17,034人  | 41位 |
| 1860年 | 43,417人  | 21位 |
| 1870年 | 92,829人  | 15位 |
| 1880年 | 160,146人 | 11位 |
| 1890年 | 261,353人 | 10位 |
| 1900年 | 381,768人 | 7位  |
| 1910年 | 560,663人 | 9位  |
| 1920年 | 796,841人 | 5位  |
| 1930年 | 900,429人 | 6位  |
| 1940年 | 878,336人 | 6位  |
| 1950年 | 914,808人 | 7位  |
| 1960年 | 876,050人 | 8位  |
| 1970年 | 750,903人 | 10位 |
| 1980年 | 573,822人 | 18位 |
| 1990年 | 505,616人 | 23位 |
| 2000年 | 478,403人 | 33位 |
| 2010年 | 396,815人 | 45位 |
| 2020年 | 372,624人 | 54位 |

## 姉妹都市
クリーブランドは以下20都市と姉妹都市提携を結んでいる。
| - アレクサンドリア（エジプト） - イバダン（ナイジェリア） - ウェストメイヨー（アイルランド） - グダニスク（ポーランド） - クライペダ（リトアニア） - クリーブランド（イングランド） - コナクリ（ギニア） - 台北市（台湾） - ハイデンハイム・アン・デア・ブレンツ（ドイツ） - バハルダール（エチオピア） | - バンガロール（インド） - フィエル（アルバニア） - ブラショフ（ルーマニア） - ブラチスラヴァ（スロバキア） - ヴォルゴグラード（ロシア） - ホロン（イスラエル） - ミシュコルツ（ハンガリー） - メアングエラ（エルサルバドル） - リマ（ペルー） - リュブリャナ（スロベニア） |